# Agriculture en Russie

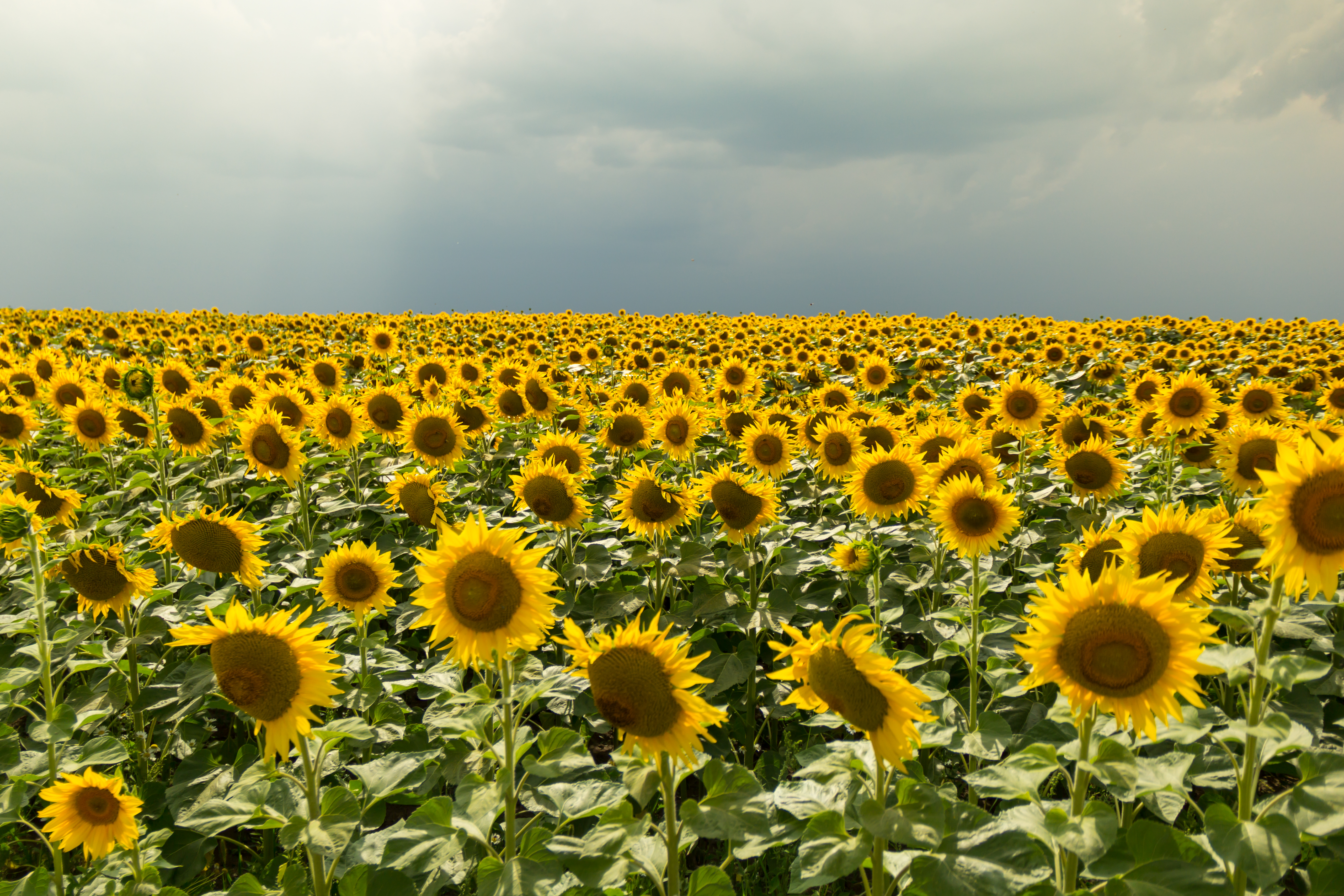
Champ de tournesol dans l'oblast de Riazan.

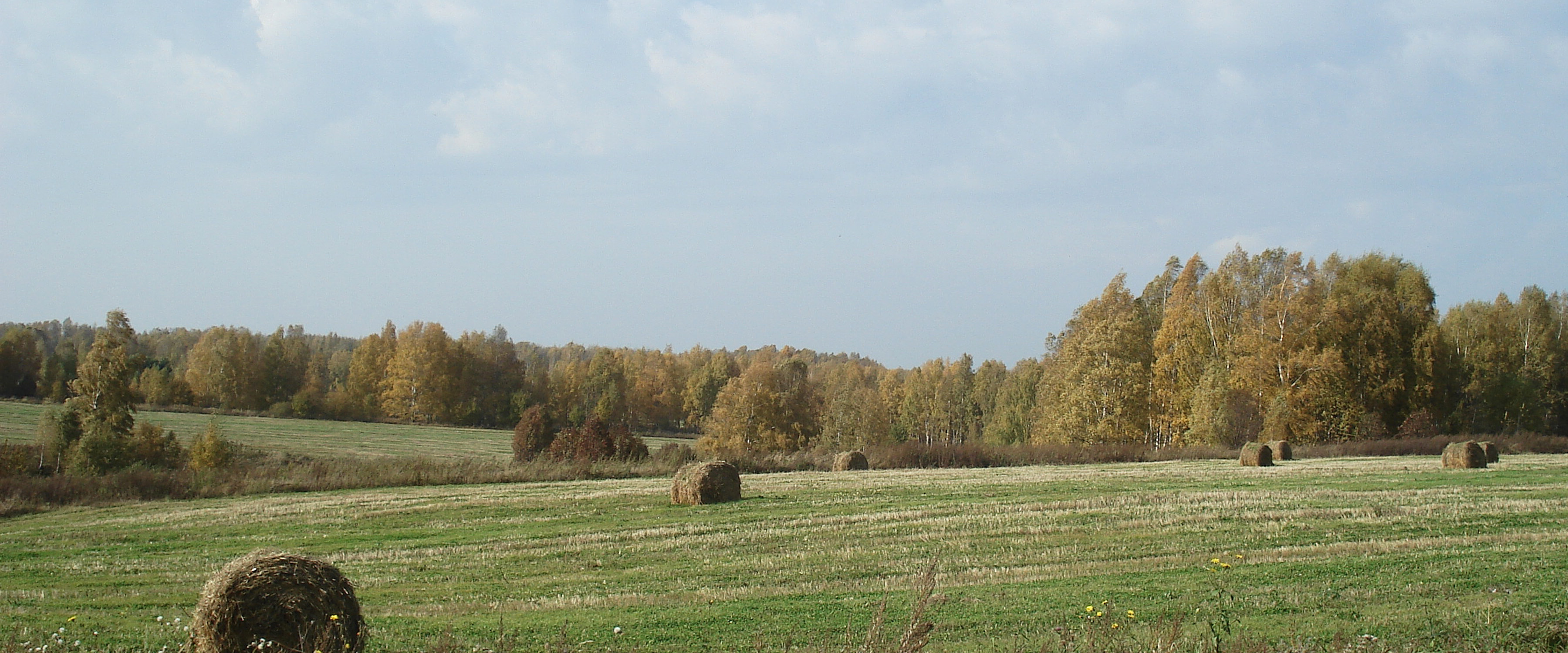
Un champ dans l'oblast de Nijni Novgorod

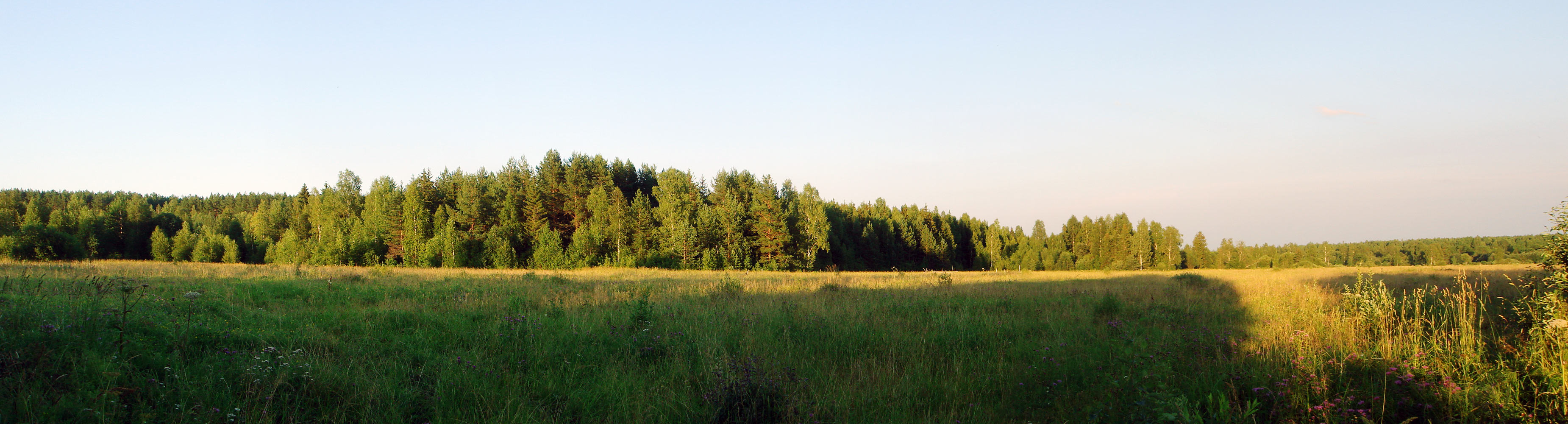
Un autre champ dans l'oblast de Nijni Novgorod

L'agriculture de la Russie est un secteur majeur de l'économie russe devenu un des principaux fournisseurs mondiaux. Elle s'est entièrement restructurée et modernisée depuis les années 2010. La Russie est le premier exportateur mondial de blé et le quatrième producteur (derrière la Chine, l'Union Européenne et l'Inde).
L'agriculture employait 9,7 % de la population active (pour 141,9 millions d'habitants en 2010) et représentait environ 4 % du PIB de la Russie. En 2016, les chiffres sont respectivement de 9 % de la population active et 4,5 % du PIB. Cette agriculture dispose d'une superficie considérable mais seulement une faible fraction, 122 millions d'hectares soit moins de 10 % de la superficie totale, est cultivée du fait d'un climat souvent aride ou d'une période de fertilité trop brève. Cependant cette superficie représente des terres agricoles sept fois plus étendues qu'en France par exemple. L'agriculture a ainsi dû se développer dans un environnement naturel souvent hostile : terres peu fertiles, sécheresses et événements climatiques brutaux. Ainsi, du fait de ces contraintes, les exploitations agricoles dans les régions du sud et l'ouest de la Sibérie se sont spécialisées plutôt dans la céréaliculture tandis que les régions du nord sont principalement consacrées à l'élevage.
L'agriculture était, jusqu'à la chute de l'URSS, entièrement confiée à 25 000 (chiffre de 1990) grandes fermes collectives : les sovkhozes et les kolkhozes. À côté de ces exploitations, pratiquant une culture extensive et disposant d'un quasi-monopole dans la production de céréales, coexistait une production privée relativement performante réalisée sur des lopins de terre.
À la suite de l'éclatement de l'Union soviétique en 1991, les sovkhozes et les kolkhozes qui constituaient l'épine dorsale de l'agriculture soviétique, ont dû accepter la perte soudaine des garanties de l'État, des canaux de commercialisation et d'approvisionnement. En moins de dix ans, les stocks de bétail ont diminué de moitié, entraînant à la baisse la demande de céréales fourragères, et la superficie occupée par les céréales a chuté de 25 %. L'utilisation d'engrais minéraux et d'autres intrants a chuté, entraînant des rendements bas, la plupart des fermes ne pouvant plus se permettre d'acheter de nouvelles machines faute de capitaux.
Depuis le début des années 2000, après presque dix années de déclin, l'agriculture russe commence à montrer des signes d'amélioration, même si elle continue à souffrir d'une productivité et de rendements particulièrement faibles dans certaines filières, comparés aux autres pays occidentaux. La Russie a longtemps été importatrice net de produits agricoles (déficit de dix milliards $ en 2004). La structure de l'agriculture a évolué dans le cadre de la libéralisation de l'économie russe, avec l'apparition de fermes privées, mais aussi de nombreuses petites exploitations familiales produisant maintenant plus que les anciennes grandes exploitations collectives ayant vu leur mode de gestion bouleversé. Ce renouveau caractérise les espaces péri-urbains et méridionaux. Ainsi l'espace européen historique sur sol podzosoliques continue de connaître une déprise accentuée par le manque d'investissements dans les petites entreprises et un exode rural lié au déclin démographique des années 1980-2000. De plus, la reprise agricole a été freinée par la mise en place difficile d'un cadre législatif pour la propriété foncière (abolie sous le régime soviétique), la faiblesse des investissements consécutifs à la dépression économique de 1992-1998 et l'inadaptation du système bancaire. Depuis le début des années 2000, la croissance du secteur agricole est surtout le fait de grands groupes agro-industriels favorisés par une politique d'investissement soutenue et par des gains extrêmement rapides de productivité.
Après 2014, la Russie se hisse parmi les principaux exportateurs du monde.
En 2016, le secteur agricole représente une production de 90 milliards de dollars, avec en premier lieu la culture de céréales, maraîchère et de diverses plantes (56̥ %), l'élevage arrive en second à 44 %. La production se structure en trois types d'exploitations : organisations collectives agricoles — 53 %, lopins familiaux — 35 %, fermiers indépendants — 12 %.
La Russie est devenue exportatrice de céréales ; elle occupe en 2016 la première place mondiale pour l'exportation du blé. En 2017, l'exportation de produits alimentaires et de matières premières agricoles atteint 20,7 milliards de dollars et en 2021, 38 milliards de dollars.

## Histoire de l'agriculture en Russie

### L'agriculture dans l'Empire russe
En 1593, le fils et successeur d'Ivan le Terrible, Fédor Ier, sous l'inspiration de Boris Godounov, abolit le droit accordé aux paysans de changer annuellement de terres. Attaché à la terre, le paysan perd progressivement tous ses droits civiques pour devenir peu à peu serf.
Jusqu'aux réformes abolissant le servage d'Alexandre II en 1861, la majorité de la population rurale vit sous le statut du servage. Mais cette réforme ne transforme pas les terres soumises au servage en petites propriétés individuelles. Elle institue le dédommagement de l'ancien seigneur par le paysan voulant acquérir la terre, ce qui ralentit grandement la réforme agraire. Les paysans n'ayant pas d'argent, c'est l'État qui leur en fait l'avance. Les anciens seigneurs reçoivent ainsi de l'État une indemnité d'un milliard de roubles que les paysans remboursent sur 49 ans à un taux de 6 %.

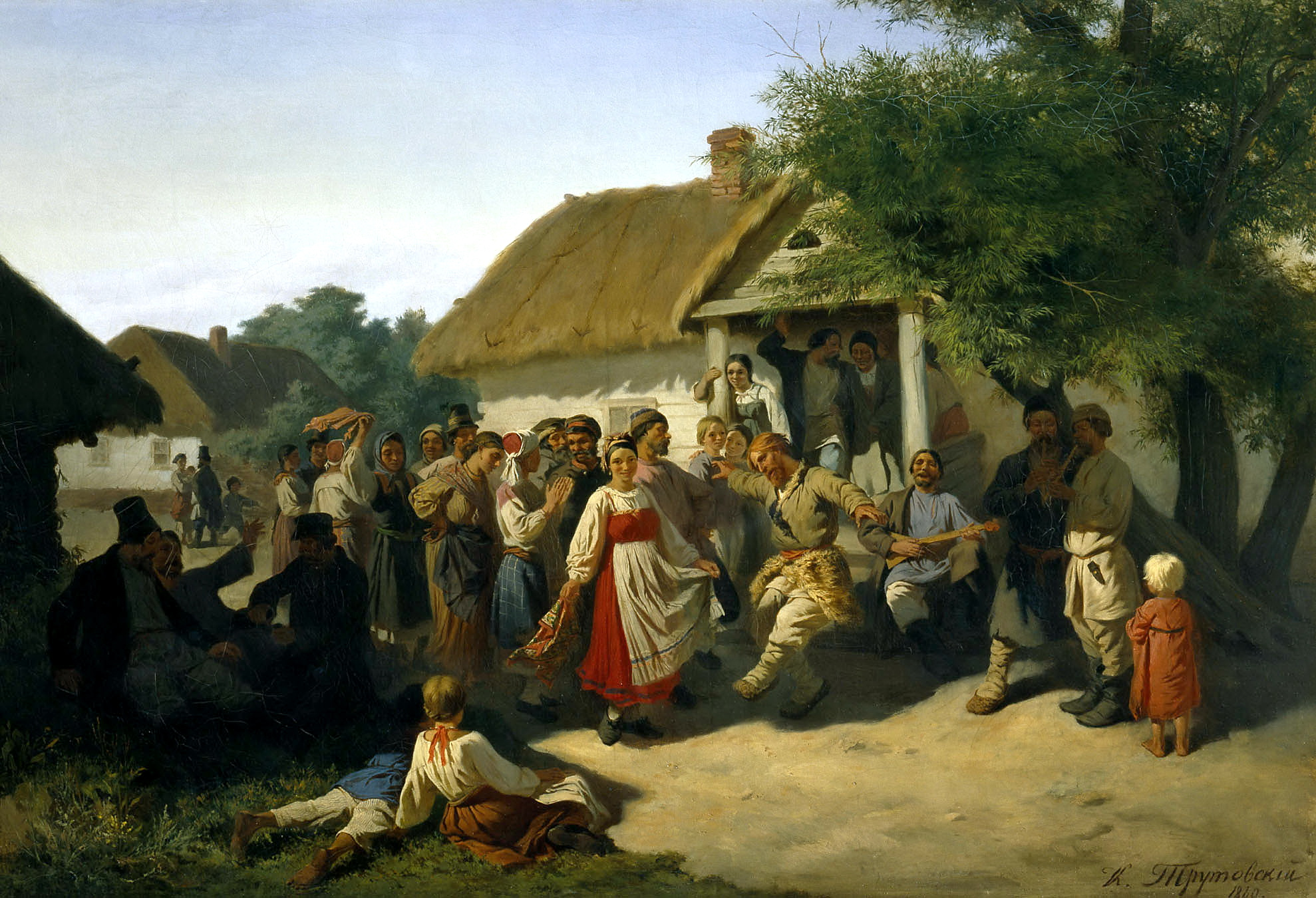
Paysans du gouvernement de Koursk en 1860, tableau de Constantin Troutovski (galerie Tretiakov).
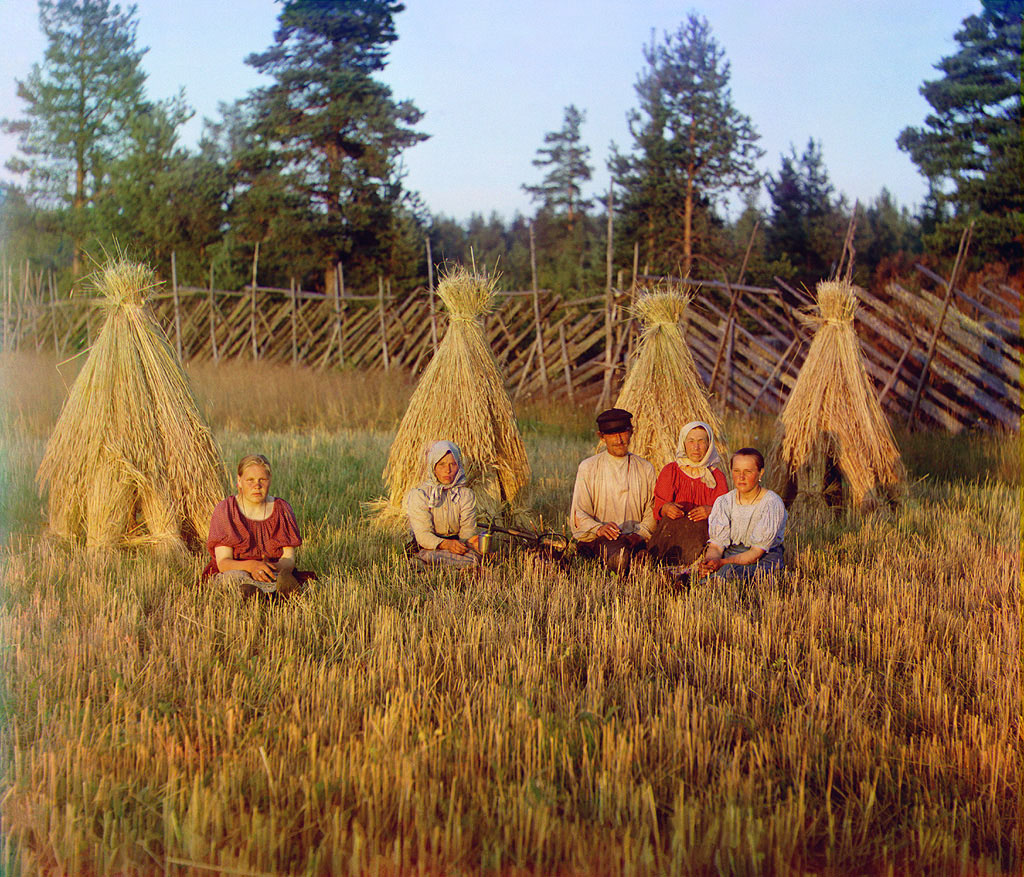
Récolte, photographie de 1909 de Prokoudine-Gorski

Le reste de la population rurale, c'est-à-dire ceux qui ne sont plus serfs, fonctionne selon le système du mir, qui est une communauté de partage du travail et de la nourriture. Chaque mir est dirigé par un conseil formé d'un certain nombre de chefs de famille, et dont une des missions est de redistribuer périodiquement la terre en fonction des besoins de la population rurale selon le système de « répartition ». Il s'agit d'un partage des terres à intervalles réguliers suivant l'évolution de la taille de chaque famille. Le Mir organise aussi les pratiques communautaires telles que la vaine pâture. Ainsi la communauté paysanne cultive un finage organisé en openfield, comme une large partie de l'Europe durant la période médiévale et moderne. L'openfield nécessite obligatoirement une organisation concertée des pratiques agricoles pour déterminer les travaux collectifs et l'usage de terres collectives allouées aux bêtes, ainsi que les diverses dates qui définissent la vaine pâture et les travaux féodaux. Mais le fonctionnement spécifique de la « Répartition » accélère l'émiettement des terres par rapport à certaines régions européennes qui connaissent le droit d'aînesse, puisqu'à chaque nouvelle naissance, la surface est de nouveau divisée. Ainsi au début du XXe siècle ce système est décrié notamment par les communistes, car, selon eux, il ne permettait pas la pleine gestion des espaces.

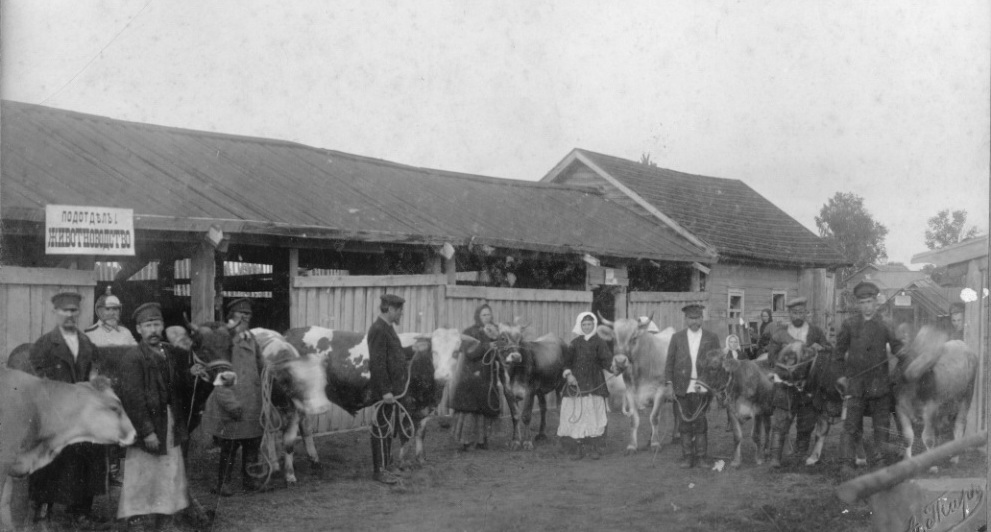
Paysans montrant leurs vaches à l'exposition agricole de l'ouyezd de Mologa, en 1912.

S’ensuivent les réformes de Stolypine, premier ministre de l'empereur Nicolas II, en 1906, qui permettent aux paysans d'accéder à la pleine propriété en provoquant l'abandon des pratiques communautaires par un remembrement définitif. Ainsi en 1914, 2,5 millions d'exploitations ont quitté le Mir. Dans le même temps émerge un réseau coopératif qui, en 1914, enregistre 3 millions d'adhérents. La propriété foncière des nobles en Russie d'Europe qui était passée de 121 millions d'hectares en 1860, à 84 en 1861, était encore de 44 millions d'hectares en 1914.

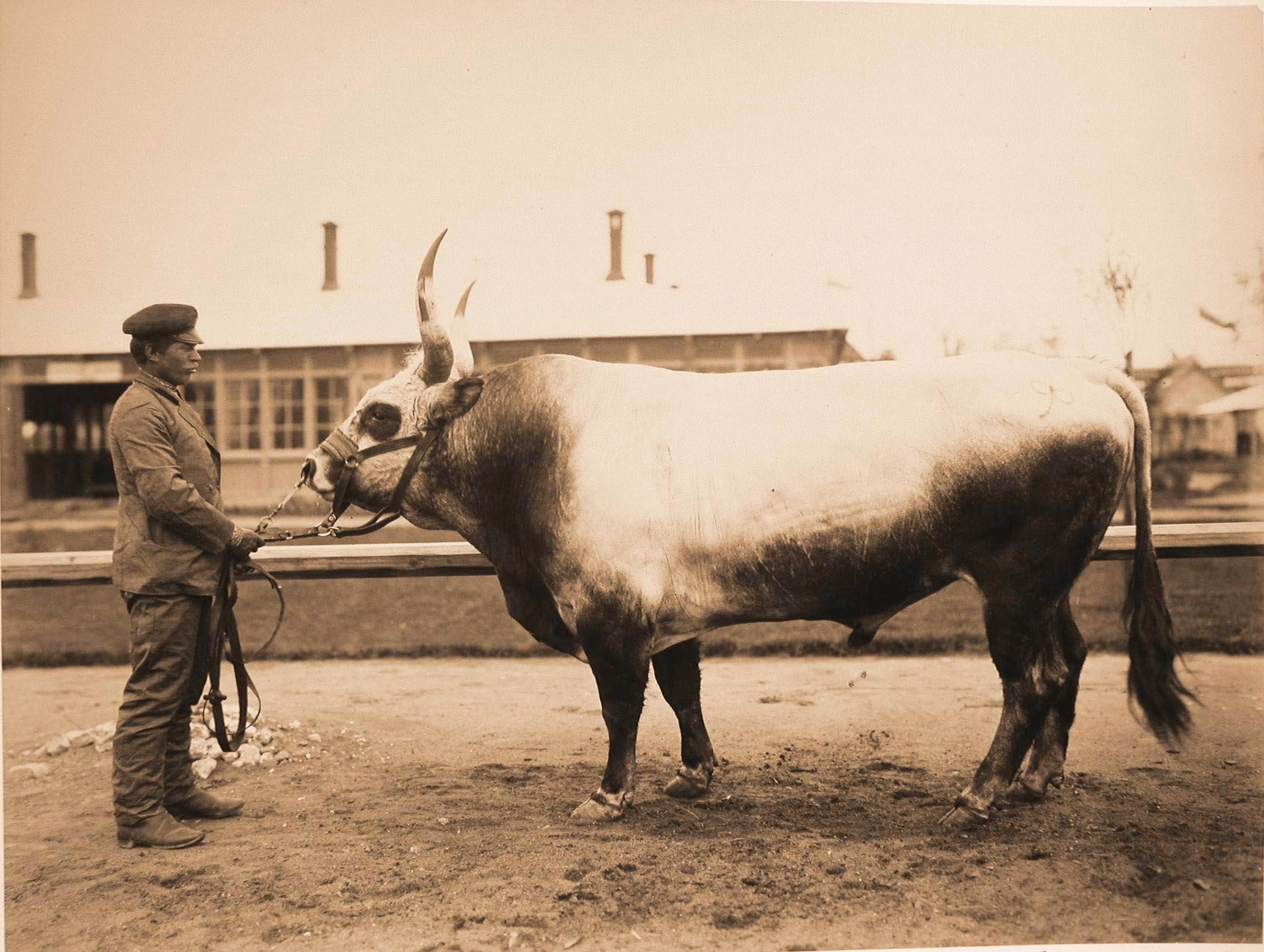
Taureau de race ukrainienne, issu de l'élevage du baron von Falz-Fein présenté à l'exposition agricole de Moscou de 1896.
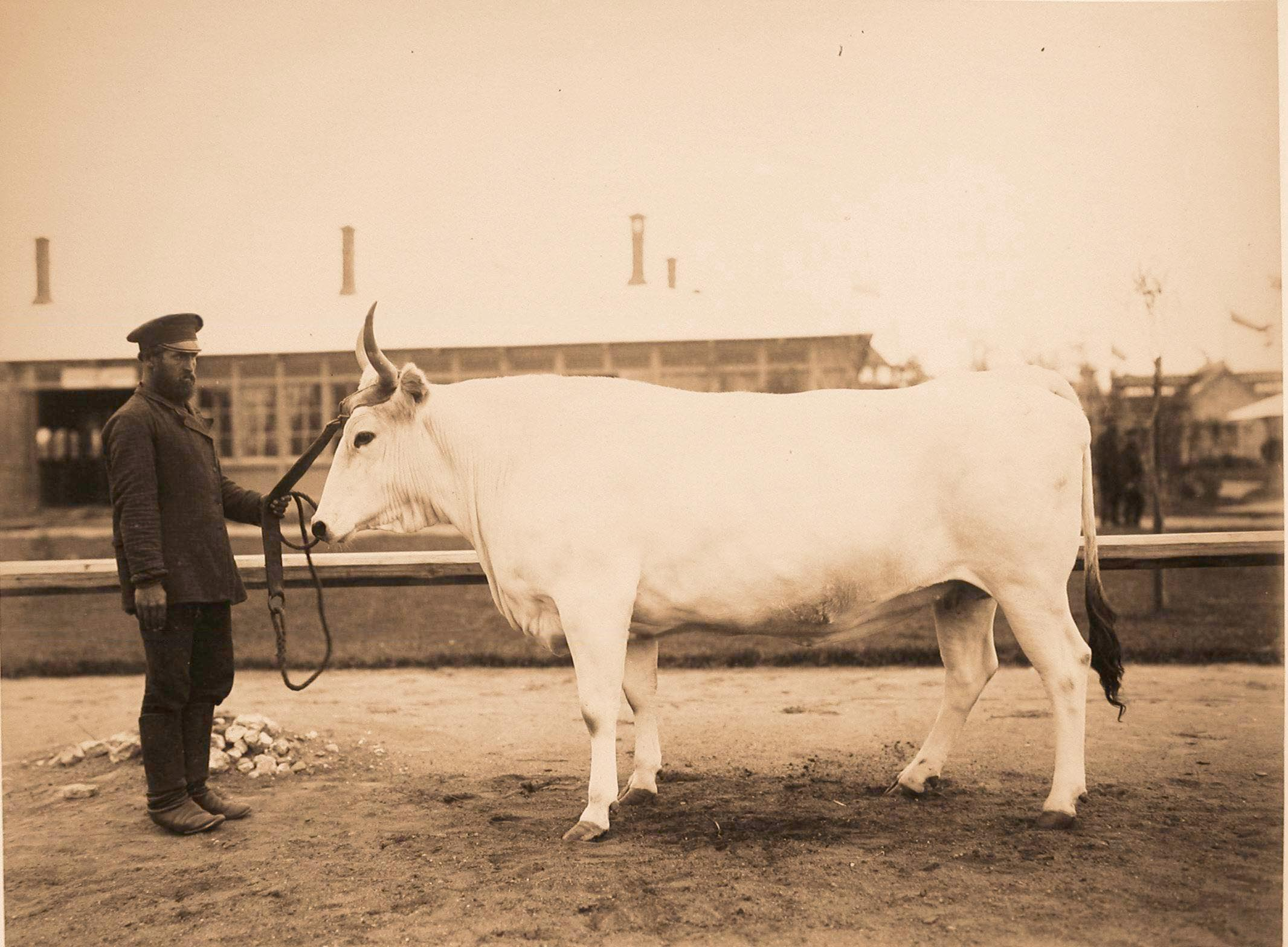
Vache de race kiano-ukrainienne, issue de l'élevage de la famille Zakharov, présentée à l'exposition agricole de Moscou de 1896.
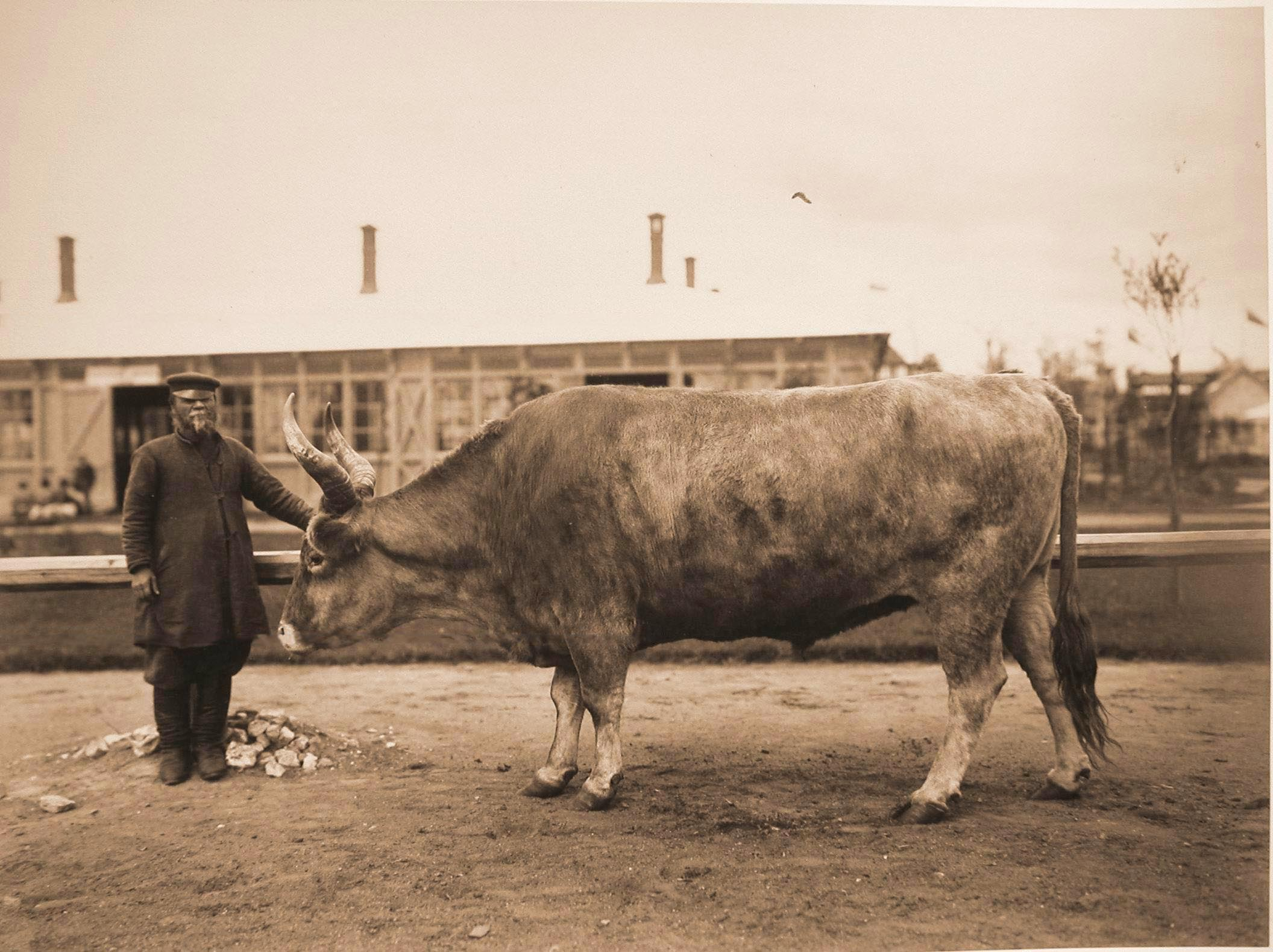
Bœuf de race kirghize, issu de l'élevage de la famille Soloviov, présenté à l'exposition agricole de Moscou de 1896.
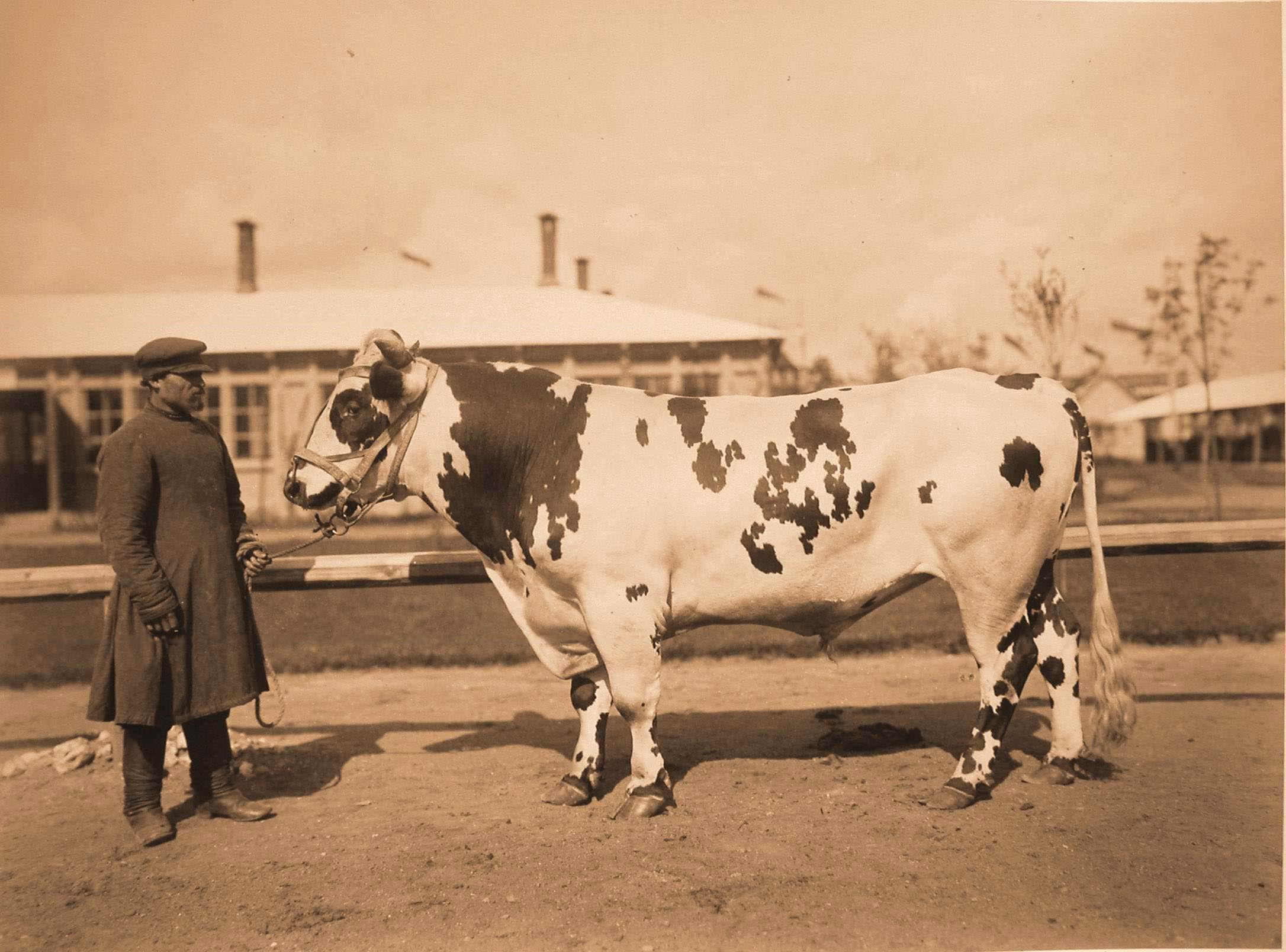
Taureau de race Pachkovskaïa, issu du domaine de la famille Pachkov, présenté à l'exposition agricole de Moscou de 1896.

### Le communisme de guerre (1918-1921)
Sous la révolution russe de 1917 et la guerre civile russe qui s'ensuit jusqu'en 1921, le partage des terres prises à la noblesse et à l'Église se poursuit de ce fait dans un certain esprit d'égalitarisme. Cela est dû à la force de pression que constitue la paysannerie durant la guerre civile russe qui oppose les antibolcheviks, de droite et de gauche, aux communistes. Les premiers veulent conserver les Mir, les seconds souhaitent pour la plupart une collectivisation. Mais les deux camps ont une attitude attentiste pour affaiblir les révoltes paysannes telles que celle des armées vertes ou la révolte de Tambov. Ainsi, en 1921, le parcellaire est très morcelé avec près de 24 millions d'exploitations. Une forte pression fiscale caractérise l'époque avec notamment l'apparition du « communisme de guerre », qui entraîne la réquisition d'une importante partie de la production agricole.

### La Nouvelle politique économique (NEP) (1921-1929)
Le décret de 1921 instaurant la Nouvelle politique économique connue sous le nom NEP exige de la paysannerie qu'elle donne au gouvernement une quantité de tout surplus agricole en nature. Cela permettait de conserver le surplus restant pour la consommation urbaine ou pour l'exportation contre des biens industriels[pas clair].
En matière foncière, la période de la NEP commence entre 1921 à la fin de la guerre civile russe et 1928. Elle ne se traduit pas par le retour à la propriété privée mais par l'instauration d'un système de baux : le Code foncier de 1922 permet d'établir des baux de 6 ans qui seront portés à 12 ans en 1925. Ces baux étant facturés, le système est essentiellement une imposition, ce qui ménage relativement la paysannerie durant cette période, et crée un système de marché avec une certaine propriété privée[pas clair]. En 1928, la fin de la NEP signifie aussitôt le retour à l'interdiction de louer les terres et la collectivisation progressive de toute l'agriculture. La NEP est un épisode où les produits agricoles peuvent se vendre à un prix libre.
La production agricole augmente fortement. Au lieu de la réquisition des surplus agricoles sans compensation par le gouvernement durant la guerre civile, les fermiers peuvent désormais vendre leurs excédents, en étant donc incités à produire plus de grains. Cette incitation couplée avec la fin des domaines semi-féodaux permet à la production agricole d'atteindre les niveaux d'avant la Révolution et de les dépasser. Ainsi, en 1928, la production agricole et industrielle a retrouvé les niveaux de 1913.
Cependant, comme le gouvernement soviétique ne mène pas une politique d'industrialisation, cela crée un déséquilibre dans l'économie où le secteur agricole croît beaucoup plus vite que l'industrie lourde. Pour garder des revenus élevés, les usines commencent à vendre leurs produits à des prix plus élevés. À cause des coûts croissants des biens manufacturés, les paysans doivent produire beaucoup plus de farine pour acheter ces biens de consommation. Cela entraîne une chute des prix agricoles et une augmentation aiguë des produits industriels, phénomène connu sous le nom de « Crise des ciseaux » (référence à la forme des courbes de prix correspondantes). Les paysans commencent à conserver leurs surplus en espérant des prix plus élevés, ou les vendre cher aux « Nepmen » (commerçants et intermédiaires). De nombreux membres du Parti Communiste sont contre cette pratique, considérée comme une exploitation des consommateurs urbains. Pour combattre les prix croissants des biens de consommation l'État prend des mesures pour diminuer l'inflation et promulgue des réformes sur les pratiques internes des fabriques. Le gouvernement fixe ainsi les prix pour arrêter l'effet ciseaux.
La NEP est généralement vue comme une mesure temporaire, et s’avère fortement impopulaire parmi certains marxistes du Parti bolchevik à cause de ses compromis avec certains éléments capitalistes. Staline ne forge pas immédiatement sa doctrine au sujet de la NEP.

### La collectivisation de l'agriculture (1929)

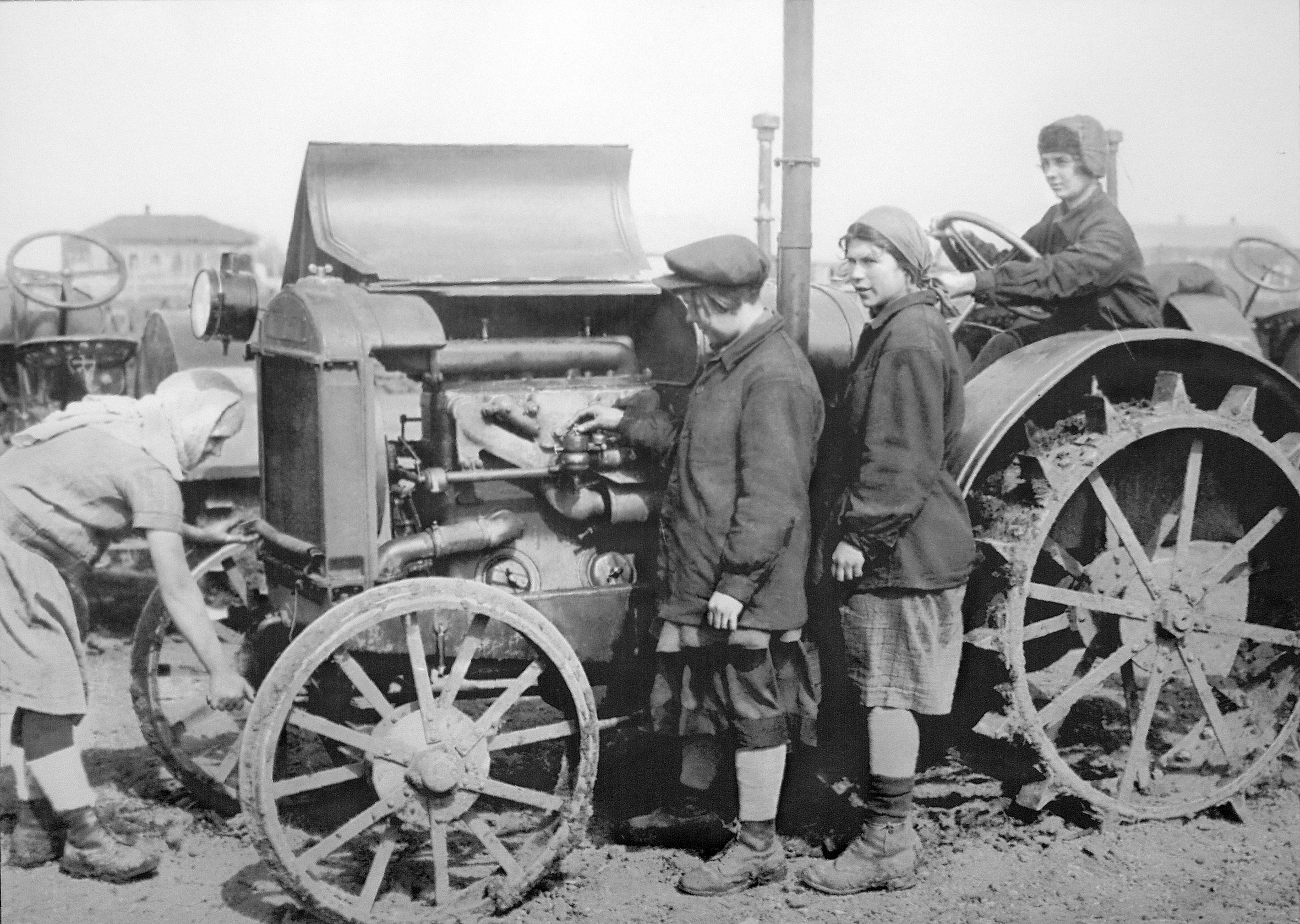
Conductrices de tracteurs en 1929

Entre 1928 et 1933, durant la période de collectivisation qui s'étend jusqu'à 1938, la moitié du bétail soviétique est abattue en réponse à la collectivisation et à l'adoption d'un passeport intérieur pour limiter la mobilité des populations rurales. La collectivisation entraîne aussi une famine, celle de l'Holodomor, qui touche particulièrement les régions du Caucase, du Kouban et de l'Ukraine, c'est-à-dire une grande partie des terres noires. On y dénombre entre 2 et 10 millions de morts, estimation qui peut inclure les morts et les déportés de la « dékoulakisation ».
Le terme de koulak apparaît à l'époque pour désigner les exploitants agricoles qui emploient des salariés, qui vendent leurs productions ou qui sont de grands propriétaires terriens. Ils sont considérés comme une nouvelle classe capitaliste rendue responsable de l'augmentation du chômage et de l'inflation. Il y a ainsi une « dékoulakisation » quand Staline arrive au pouvoir, avec une répression sur ces individus pour mettre en avant la communauté rurale, pour permettre la collectivisation des terres. Entre 1929 et 1935, plus de deux millions de paysans, koulaks ou non, sont déportés et plusieurs millions meurent de faim, surtout en Ukraine et dans le sud de la Russie. Leurs biens sont confisqués.
Le décret de collectivisation massive de janvier 1930 ne fait aucune mention des lopins de terre, mais dans de nombreuses régions, les autorités communistes locales les ont abolis. Néanmoins, en mars 1930, après une résistance paysanne, le droit de posséder une parcelle personnelle est reconnu. En février 1935, une charte précise que les parcelles individuelles peuvent avoir une superficie de 0,25 à 0,5 hectare et jusqu'à 1 hectare dans des cas spécifiques. En 1938, ces parcelles produisent 21,5 % de la production agricole. Ce type d'agriculture s'est généralisé dans les années 1930 dans le bassin de la mer Noire et dans la périphérie des métropoles telles que Moscou ou Léningrad.
À la suite de la collectivisation des années 1930, l'agriculture est organisée en un système de fermes collectives, les kolkhozes, et de fermes d'État, les sovkhozes :
- Les kolkhozes sont des entreprises agricoles détenues et gérées par un ensemble de paysans propriétaires des outils de production, mais non du sol, propriété de l'État. La terre est mise à disposition perpétuelle des kolkhoziens. Les paysans cultivent en commun la terre, vendent la production à l'État et se partagent les profits. Ils disposent en outre d'un lopin de terre individuel (0,25 à 0,5 hectare en 1934) ;
- Les sovkhozes sont de grandes entreprises agricoles d'État. Les travailleurs y sont des ouvriers agricoles.

Il ne reste plus après cela qu'un faible nombre de fermes individuelles (khoutor, хутор), situées dans des zones rurales isolées dans les pays baltes, l'Ukraine, la Sibérie et les régions cosaques.

### L'agriculture planifiée
La collectivisation a instauré des fermes d'État, les sovkhozes, et des exploitations collectives et coopératives, les kolkhozes, qui prennent la suite des anciens mirs. En 1940, on dénombre environ 238 000 kolkhozes et 4 200 sovkhozes. En 1950, à la suite de la saignée démographique de la guerre et aux remembrements, le nombre de kolkhozes est réduit à 124 000. Dans les années 1980, on ne dénombre plus que 26 200 kolkhozes et 22 700 sovkhozes. Ce regroupement de terre est effectué pour moderniser les exploitations grâce aussi à des « stations de machines et de tracteurs » (MTS) pour permettre une motorisation et une mécanisation de l'agriculture, tout en libérant une importante main-d'œuvre pour l'urbanisation et l'industrialisation du pays à travers les plans quinquennaux. Parallèlement à cette concentration des terres, l'exploitation de lopins ou « exploitations auxiliaires domestiques », pour des productions personnelles, est autorisée. Les excédents des lopins peuvent être vendus sur les marchés, et échappent seuls à la planification de l'économie. Dans les années 1980, le rendement des minuscules lopins est, à surface égale, cinq fois supérieur à celui des terres collectivisées.

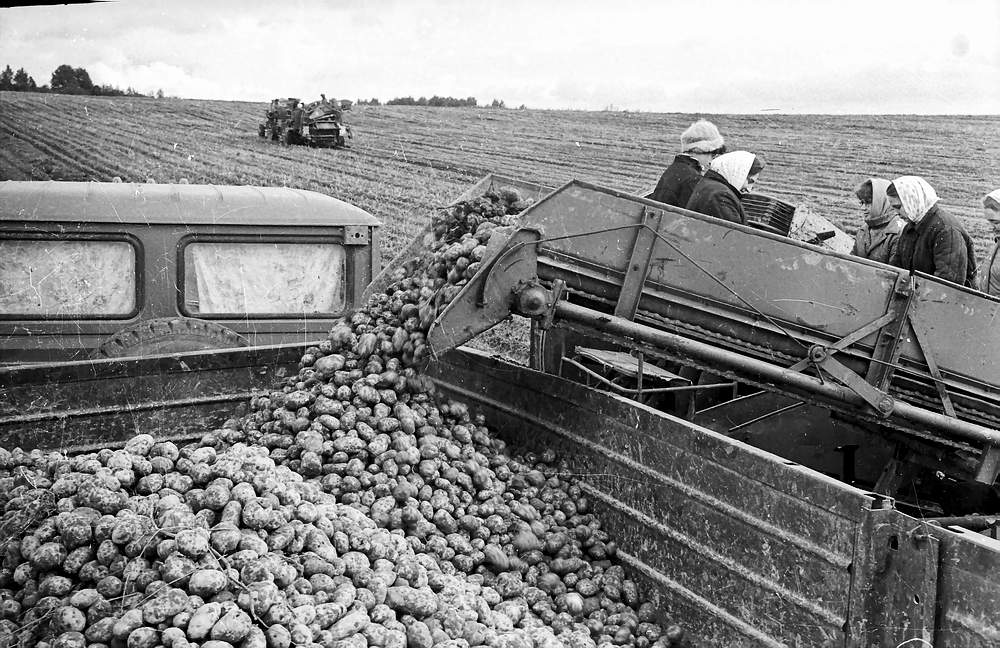
Récolte de pomme de terre dans un sovkhoze de la région de Pereslavl-Zalesski, en 1979.

Organisée à grande échelle et hautement mécanisée, l'Union soviétique est l'une des plus grandes productrices de céréales au monde, bien que de mauvaises récoltes comme en 1972 et 1975 nécessitent des importations et ralentirent l'économie. Le plan quinquennal de 1976-1980 transfère des ressources à l'agriculture et 1978 connaît des récoltes record. À la suite de l'irrégularité des récoltes, l'URSS devient dans les années 1980 un importateur net de céréales. Le coton, la betterave sucrière, la pomme de terre, et le lin sont aussi des cultures importantes.
Cependant, en dépit d'immenses ressources territoriales, d'une mécanisation extensive, des industries chimiques, et d'une grande force de travail rurale, l'agriculture soviétique est relativement improductive, entravée dans de nombreuses zones par le climat (seulement 10 % du territoire de l'URSS était cultivable), et une mauvaise productivité du travail. Dans les années 1930, l'agriculture, réserve de main-d'œuvre et source d'excédents, est au service de l'industrialisation. L'État réquisitionne des céréales pour l'exportation et l'approvisionnement des villes. Cela entraîne la famine dans les campagnes en 1932-1933. Un système de passeport interne au pays empêche les mouvements brutaux et incontrôlés des ruraux vers les zones urbaines. En effet les agriculteurs sont liés à leur sovkhoze ou à leur kolkhoze, ce qui est décrit par certains comme un système de « néo-servage ».

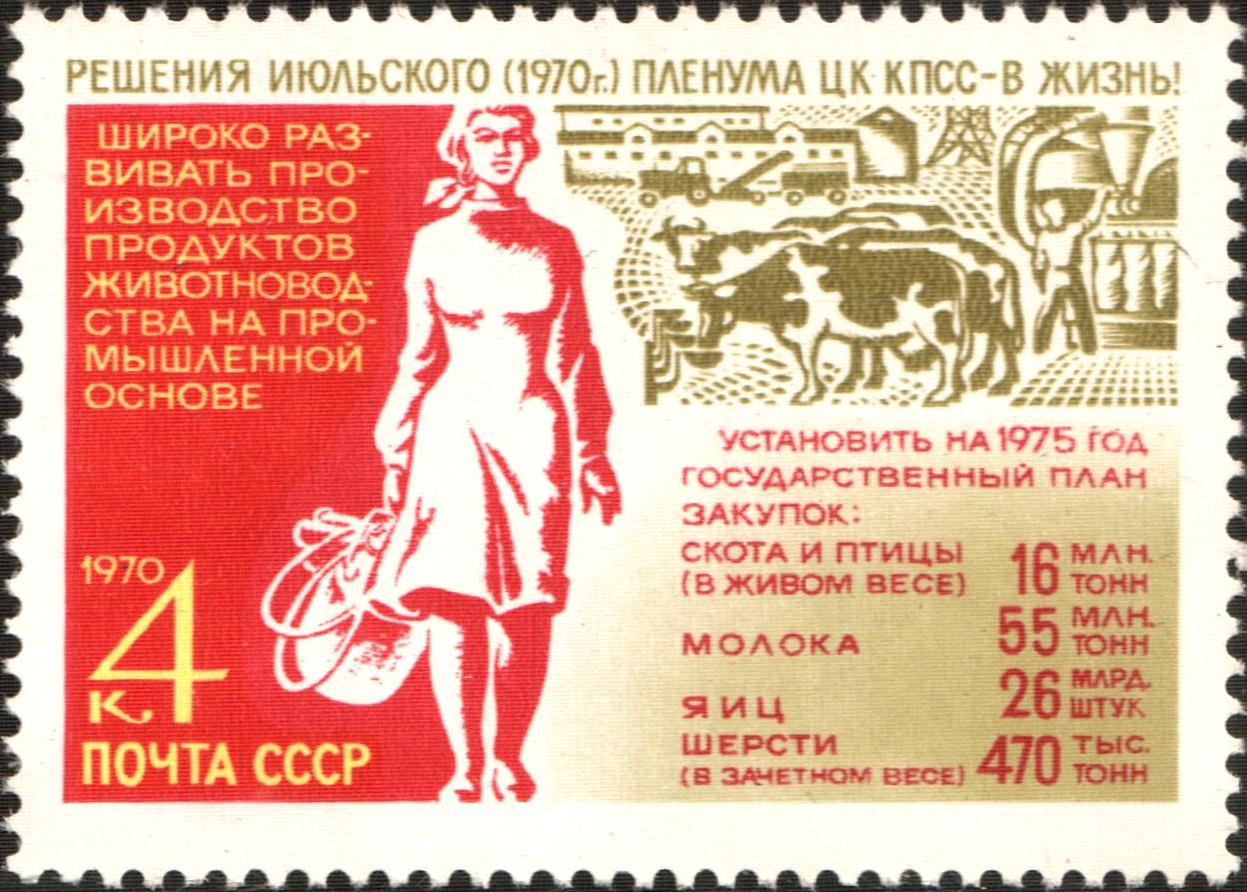
Laitière et vacherie collective d'État, timbre soviétique de 1970
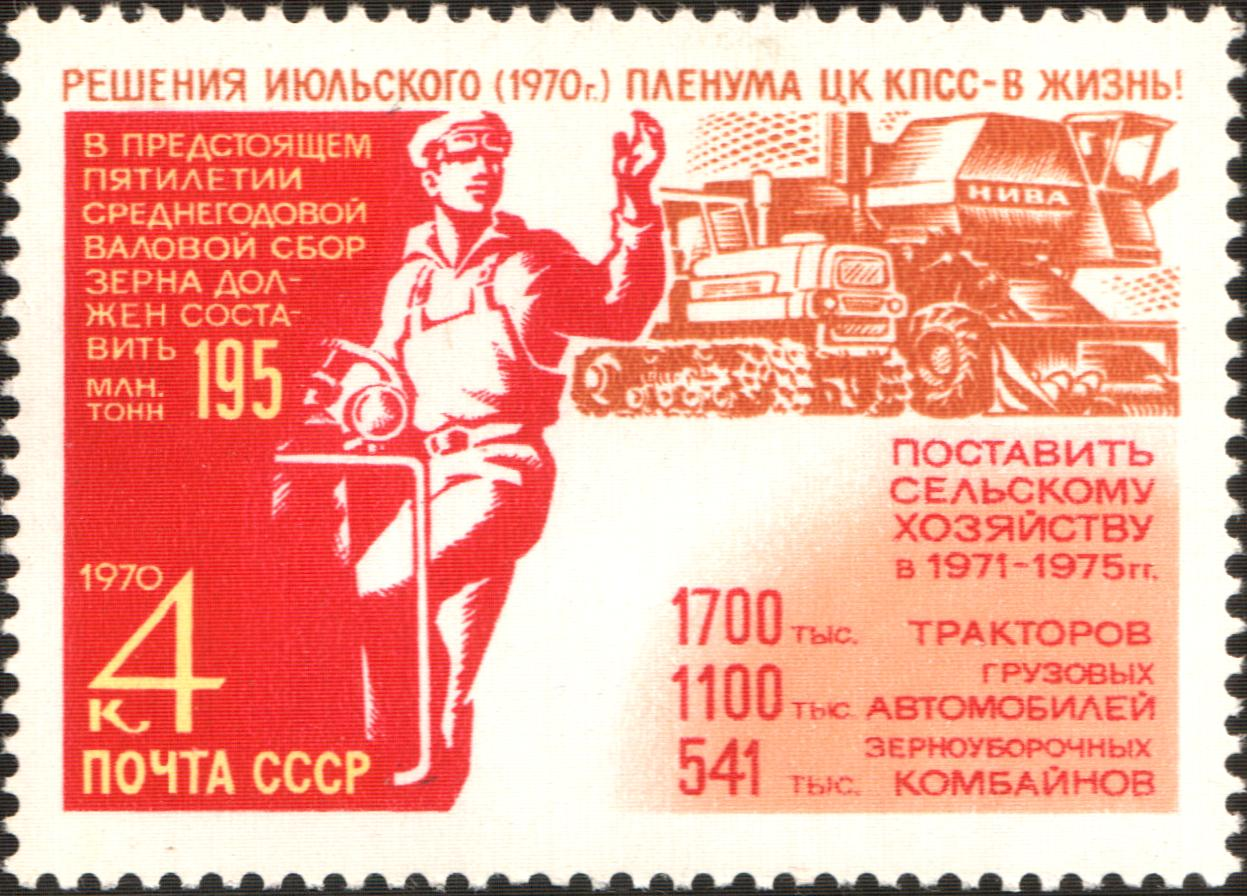
Conducteur, tracteur et moissonneuse-batteuse, timbre soviétique de 1970

### Vers la libéralisation (1991-2001)
Après la chute du communisme, la part des sociétés détenues par l'État dans l'exploitation des terres agricoles est passée de 100 % en 1990 à moins de 40 % en 2000. Cette privatisation de la propriété foncière est encore cependant incomplète car la plupart des terres privatisées par l'État est gérée et cultivée par les grandes entreprises qui succèdent aux anciennes fermes collectives.
La privatisation du secteur et la réforme agraire commencent en novembre 1990, où une première loi permet la privatisation des lopins de terres qui étaient exploités individuellement à l'époque soviétique. Cependant cette privatisation implique un moratoire de dix ans sur leur revente. Cette loi donne aussi le droit à un membre d'une ferme collective de se retirer de l'exploitation avec des parts en terre et en matériels agricoles pour se mettre à son compte en tant que fermier indépendant. De plus, par cette loi, ces fermiers indépendants ont la possibilité d'exploiter des terres louées par l'État. Et enfin, cette loi de réforme agraire a induit d'importants transferts fonciers entre les fermes collectives et les communes rurales qui mettent à disposition ces terres dites de « réserves » à la collectivité, aux propriétaires de lopins de terres et de bétails.
En décembre 1990, une série de lois et de décrets définit les formes juridiques possibles des exploitations agricoles, ainsi que les principaux aspects juridiques de la propriété foncière et de l'accès à la propriété. Plus précisément, les terres agricoles ont été privatisées et la propriété des biens agricoles et de la terre a été transférée de l'État aux kolkhozes et sovkhozes. En 1991, le gouvernement donne un an aux kolkhozes et aux sovkhozes pour changer de statut en passant d'exploitations collectives, en société par action, en coopérative, ou en donnant leurs terres aux salariés. Mais peu de kolkhozes et de sovkhozes ont choisi de se dissoudre, environ un tiers ont gardé leur statut juridique et les exploitations restantes se sont ré-enregistrées en tant que société, sans changer les pratiques de leurs exploitations. Il n'y a alors pas de changements de nom, ni de personnel, et les actionnaires sont essentiellement salariés et reçoivent leurs dividendes proportionnellement à leur travail, comme à l'époque soviétique. Ainsi la privatisation n'est que de façade. Ces exploitations se défont aussi progressivement de leurs activités non productives tel que l'entretien des routes, des forêts et de l'administration rurale dont elles étaient chargées pendant la période soviétique.
Entre 1991 et 1993, les exploitations collectives, les systèmes de commercialisation et de fournitures, qui sont encore aux mains de l'État, sont remises en cause avec l'apparition du marché dans certains secteurs. Les agriculteurs doivent trouver des intrants pour leurs exploitations : engrais, carburants, semences et nourriture pour le bétail, tout cela dans un contexte d'inflation. L'État cesse d'acheter la production, et les dettes des exploitations ne sont plus annulées. L'acquisition de baux par la population rurale et urbaine est aussi admise, et l'octroi de terre est autorisé pour les employés et les retraités du secteur agricole. La diminution de l'élevage est important, les activités de nombreuses petites exploitations (en dehors des lopins péri-urbains) cessent.
Entre 1992 et 1994, l'État est incapable de gérer l'économie agricole, une part croissante du bétail est abattue, faute de fourrage. Le total des transferts fédéraux dans le secteur agricole passe alors entre 1992 à 1993 de 10 % à 4 % du PIB, et il tombe à 2 % du PIB en 1994. Cela est dû à la diminution des rentrées fiscales. La période est marquée par un troc à grande échelle, troc qui caractérise l'impossibilité logistique du pays à cette époque, avec une baisse de la production et surtout des machines.
En même temps, se produit une crise dite « des ciseaux », avec une inflation importante entre 1990 et 1993 où les prix de la machinerie et des intrants sont multipliés par 520 alors que les prix agricoles ne sont multipliés que par 120. Cela est dû à l'augmentation notable dans le secteur de l'importation qui fait baisser les prix de manière relative par rapport aux autres secteurs. À cela, il faut ajouter le maintien des monopoles que constituent les exploitations collectives qui imposent des prix bas par le troc et par leur situation établie.
Plusieurs tentatives de réformes sont lancées à cette époque : celle de 1994-1995 où un prix de la terre est établi selon le montant de l'impôt foncier (lui-même établi en 1991), mais ce prix est réglementé et peut être dans les espaces périurbains très loin des prix théoriques, ce qui entraîne une grande corruption. Ou encore la réforme 1996 qui élargit l'accès à la propriété privée et permet une défiscalisation du parcellaire de petites tailles (jusqu'à 5 ha). Et enfin en 2002-2003, où est enfin autorisée la vente de tout type de terre pour les 12 millions de propriétaires de parts foncières, mais qui contient un moratoire de cinquante ans pour la vente aux étrangers et donne une priorité à l'achat aux copropriétaires et aux administrateurs des structures vendeuses de ces terres.
Au cours des cinq dernières années, des subventions du gouvernement fédéral ont amélioré la situation financière des exploitations agricoles notamment des petites exploitations. Ainsi en 2006, 36 milliards de roubles de prêts ont été alloués à plus de 100 000 bénéficiaires, ce qui est à comparer aux 3,4 milliards de roubles de crédit fait en 2005 à seulement 2 500 emprunteurs.

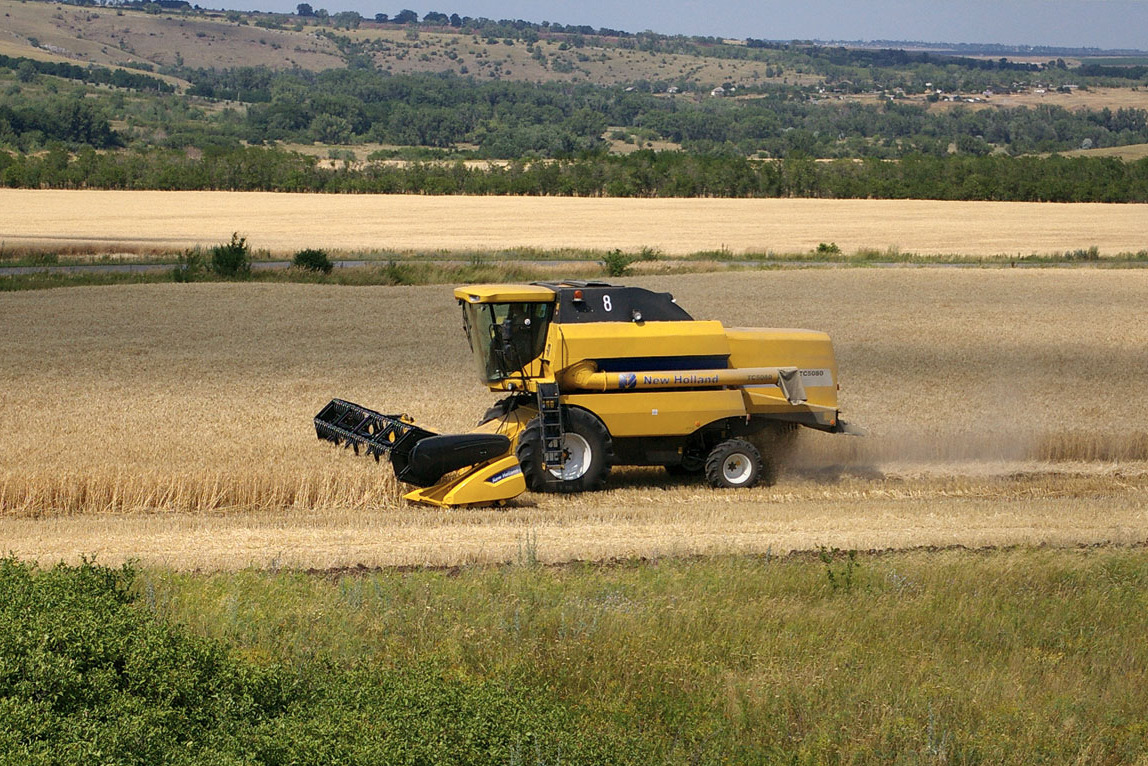
Moissonneuse-batteuse dans la région de Rostov, en 2008.

Cependant plus de 50 % des exploitations agricoles de la Russie sont fortement endettées à cette époque, cela est dû en partie à la volatilité des prix des céréales influencés par les cours mondiaux et les importations agricoles face à des coûts de production encore élevés qui nécessitent d’importants investissements. Ainsi de nombreuses exploitations agricoles sont obligées de trouver des investisseurs extérieurs, notamment de la part d'importantes sociétés financières ou industrielles. Ces investissements se sont majoritairement implantés dans les cultures considérées comme potentiellement rentables, ou ont acquis des exploitations dans une logique de concentration verticale, c'est-à-dire dans le but de garantir l'approvisionnement des entreprises agro-industrielles en matières premières agricoles.

### Années 2010
Entre 2011 et 2017, à la suite de l'embargo alimentaire russe de 2014, la production augmente de 100 %, transformant la Russie en un pays exportateur pour les céréales et gagnant des parts de marchés à l'UE et aux États-Unis, et autosuffisant pour la viande de porc et de poulet,. En 2015, elle produit 9,6 millions de tonnes de viande et se place au quatrième rang mondial, et produit 9,9 millions de tonnes en 2016.
En 2016, l'exportation de produits agricoles augmente de 4 %, par rapport à 2015, atteignant plus de 17 milliards de dollars, devenant ainsi le premier poste à l'export et dépassant l'exportation d'armement (15,7 milliards de dollars). En 2017, la croissance du secteur agricole se poursuit avec un indice de production en hausse de 2,4 %. La récolte de céréales atteint cette année-là un record de plus de 134 millions de tonnes.

### Années 2020
Fin 2020, pour la première fois le volume des exportations alimentaires de la Russie a dépassé le volume des importations alimentaires. Les exportations de produits agricoles en 2020 se sont élevées à 30,665 milliards de dollars (+20 % par rapport à l'année précédente). Les exportations alimentaires en 2020 représentaient environ 10 % des recettes d'exportation totales de la Russie.
2021 s'est à nouveau avérée être une année record pour le volume des exportations alimentaires de la Russie, le volume des exportations de produits agricoles a dépassé le volume des importations. Le volume total des exportations de matières premières alimentaires et agricoles de la Russie a atteint cette année 38 milliards de dollars,,,.
Un programme de développement de l'agriculture biologique est étudié avec des objectifs ambitieux de devenir premier exportateur de produits bio en visant la conversion de 30 millions d'ha alors que ce modèle ne concerne actuellement que 1 % de la production.

## Organisation
L'agriculture de la Russie se caractérise par trois principaux types d'exploitations : les fermiers indépendants, les exploitations collectives et les lopins individuels et familiaux. Ces deux derniers types d'exploitations agricoles ont existé tout au long de la période soviétique. Et les fermiers indépendants ont seulement commencé à émerger après 1990 pendant la transition postsoviétique.

### Les fermiers indépendants
Le statut de fermes indépendantes définit généralement les exploitations commerciales privées qui ont une superficie entre 10 et 100 hectares. Actuellement, les fermes indépendantes sont environ 285 000, un nombre stable depuis 1993. Si leur adhésion à ce statut a commencé depuis 1990 de manière très rapide et massive, elles ont depuis vu leur nombre stagner alors que l'on attendait pendant la perestroïka un chiffre aux alentours de 650 000 exploitations. Ce manque d'enthousiasme pour la création d'exploitations agricoles privées a été attribué à l'insuffisance des infrastructures rurales et à la crainte des familles d'ouvriers agricoles de perdre leur admissibilité aux services sociaux qui étaient traditionnellement fournis par l'exploitation des entreprises locales au lieu de la municipalité.
La part des terres gérées par les fermiers augmente, mais reste marginale puisqu'ils possèdent 16 % de la SAU de la Russie. Leur surface moyenne est de 41 ha en 1990, elle est passée à 67 en 2002 et à 104 ha en 2006. Cette augmentation s'explique tant par l'acquisition de nouvelles terres par ces indépendants que surtout par la faillite des entreprises les moins viables sur de faibles surfaces. Les fermiers sont très peu présents dans les secteurs des fruits et légumes et dans l'élevage (sauf dans l'élevage d'ovins et de rennes où peuvent pâturer les bêtes toute l'année selon les régions), secteurs qui demandent des structures et des équipements (stockages, conservation et circuits de distributions) importants hors de portée de l'endettement et d'investissements individuels.
Il faut noter qu'à la différence des lopins individuels, les fermiers doivent tenir une comptabilité et sont assujettis aux impôts.

### Les lopins individuels et familiaux

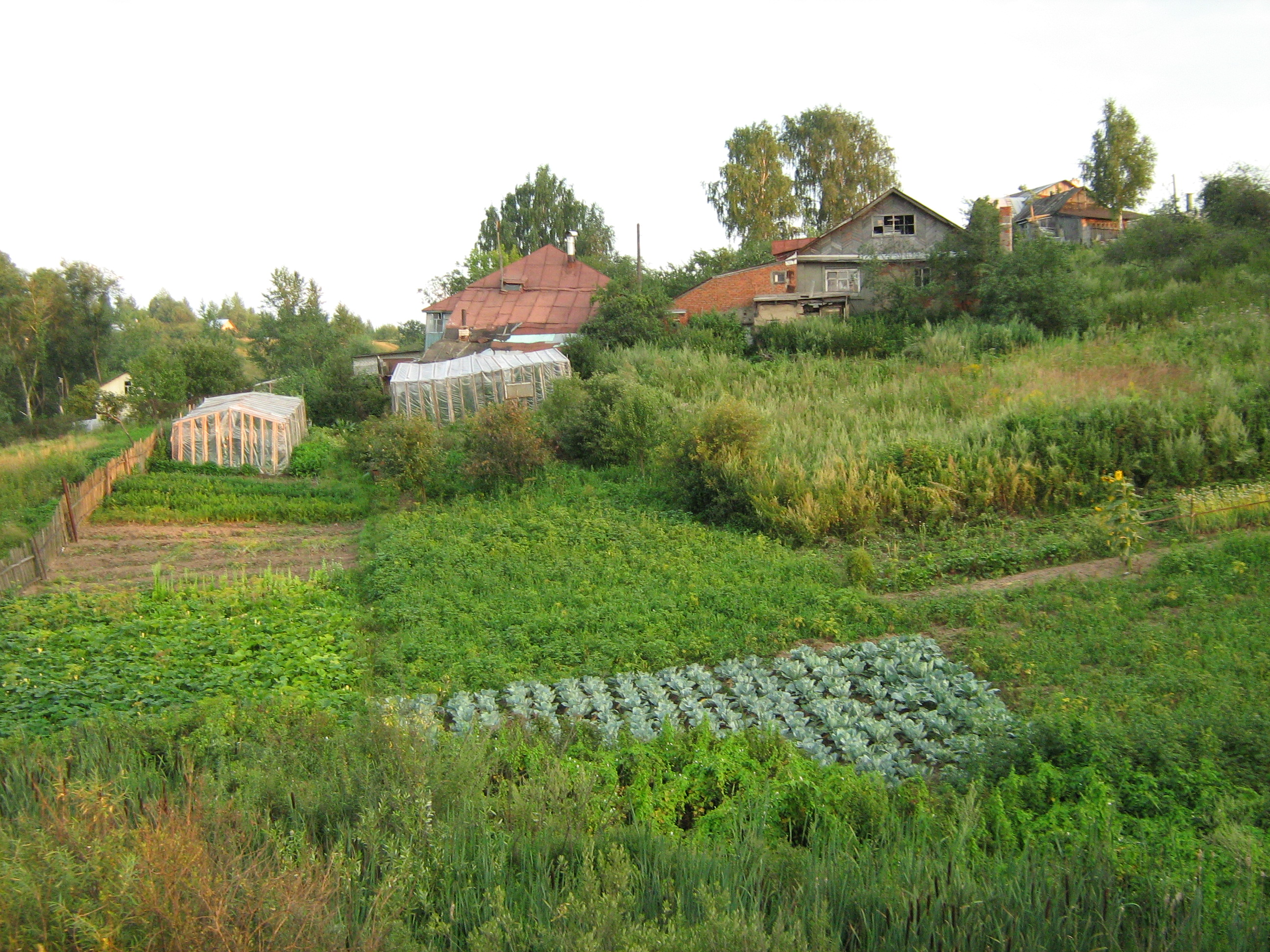
Lopins de terre dans l'oblast de Nijni Novgorod

Les lopins de terre forment une exploitation de petite taille (de moins de 1 ha) généralement attachée à une résidence en milieu rural. Ces lopins sont principalement cultivés pour la subsistance et l'autoconsommation dans la famille. Les excédents de la parcelle sont vendus aux voisins, parents, et souvent aussi sur les marchés des villes environnantes. Les lopins de terre ont été la seule forme d'agriculture privée autorisée à l'époque soviétique. On y cultive traditionnellement des légumes et un peu de fruits.
En 1990, les lopins individuels était en moyenne d'environ 0,48 ha et ils constituaient au total 1,4 % de la SAU mais contribuaient à un quart de la production agricole totale. Actuellement, ils réalisent 52,7 % de la production agricole en 2005 et ils exploitent plus de 9,6 % de la SAU. Ainsi leur surface a été multipliée par 4,7 en 15 ans. La production de fruits et légumes, une des seules productions en augmentation, provient ainsi majoritairement des lopins de terre, comme celle des pommes de terre. Cependant il faut signaler les importants détournements et flux entre les lopins et les exploitations collectives ou les terres allouées par la municipalité. Les jardiniers écoulent ainsi une part des produits des exploitations collectives et utilisent massivement les prairies de celles-ci ainsi que celle des municipalités pour nourrir le bétail.

### Les exploitations collectives
Les kolkhozes et sovkhozes privatisés ont été réorganisés en sociétés par actions, en sociétés à responsabilité limitée, ou en coopératives agricoles. Leur propriété a été distribuée généralement dans leur intégralité, à leurs travailleurs agricoles et leurs retraités. Ces fermes ont continué de fonctionner en grande partie comme ils l'avaient fait sous le régime soviétique.
Les exploitations collectives ont un parcellaire moyen de 8 000 ha, mais cela peut aller jusqu'à 170 000 ha pour les exploitations les plus grandes. Une grande partie des exploitations était déficitaire dans les années 1980, mais elles constituent actuellement encore 70,6 % de la SAU. Ces activités sont aussi en restructuration, et concentration, les firmes les plus grandes peuvent acheter ou louer les activités déficitaires de leurs voisins. Cependant depuis 2000 et l'augmentation des déficits et des faillites, l'État soutient de nouveau ces exploitations, alors qu'il s'était très largement désengagé dans les années 1990.

### Les exploitations internationales
En août 2008, la compagnie suédoise Alpcot-Agro exploitait 135 000 ha en Russie pour les céréales et les oléagineux.

## Spécialisation régionale

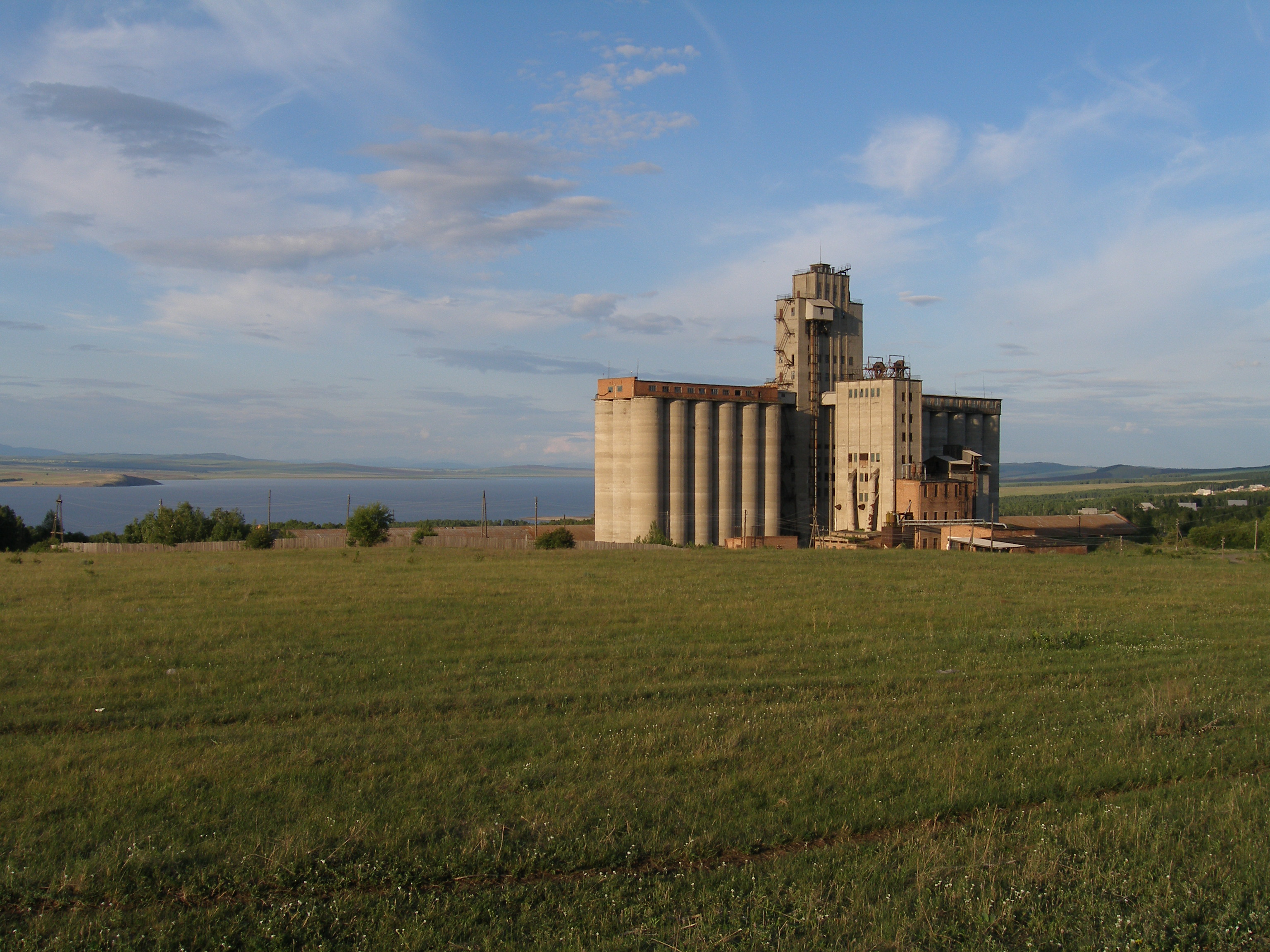
Élévateur à grains dans la région de Krasnoïarsk.

Structurellement, la production agricole en Russie se répartit de la manière suivante en 2015 :
- District fédéral central 26 %
- District fédéral de la Volga 23 %
- District fédéral du Sud 16 %
- District fédéral de la Sibérie 12 %
- District fédéral du Caucase du Nord 8 %
- District fédéral du Nord-Ouest 5 %
- District fédéral de l'Extrême-Orient 3 %
- District fédéral de Crimée 1 % (ce district est rattaché au district fédéral du Sud à partir de juillet 2016)

Les variations paysagères et structurales de l'espace agricole russe se fait largement suivant un gradient nord-sud défini essentiellement par le climat. Cette variation régionale est visible par le degré de mise en culture du territoire, par la densité de population et par la taille des bourgs.

### Grand nord
L'espace boréale et subpolaire russe est caractérisé par une forte présence de l'industrie du bois et de l'exploitation du bois notamment dans le bassin de la Dvina septentrionale avec des nombreux centres de coupes itinérants et un transport des grumes par voies fluviales jusqu'au pôle industriel d'Arkhangelsk où il se trouve une concentration très importante de scieries et d'industries (ces complexes industriels forestiers sont appelées « lespromkhozes » en comparaison des sovkhozes et kolkhozes), avec deux combinats de transformations en cellulose et avec vingt entreprises de transformations primaires du bois. D’autres points nodaux existent, comme celui de Kotlas à la confluence de Soukhona et de la Vytchegda pour former la Dvina septentrionale, ou encore dans la région du lac Onega près de la ville de Petrozavodsk. Si la région en 2005 produit 27 % du bois scié et 61 % du papier russe, la surexploitation du bassin de la Dvina et de la Carélie impose à l'industrie d'exploiter les forêts plus à l'est dans la région de la République des Komis.
Il existe aussi une spécialisation dans le secteur de la pêche notamment à Mourmansk et à Arkhangelsk avec de nombreux bateaux-usines équipés pour la haute mer. Cette flotte pêche principalement dans l'Atlantique nord. Les ports de la mer de Barents pêchent ainsi plus d'un tiers des prises totales de la Russie, alors que les deux tiers restants sont situés pour la plupart dans l'Extrême-Orient russe.

### Terres cendrées ou podzoliques
L'espace forestier occupé par la taïga est caractérisé par un bâti et un habitat dispersé coûteux en infrastructure. Cet espace est peu dense, c'est-à-dire en dessous de 20 hab/km². L'agriculture existe cependant, mais elle est centrée sur l'élevage, et donc sur les fourrages. Historiquement ce sont des espaces alloués à la culture du lin qui occupaient un tiers de l'espace labouré, notamment au XVIIIe et au XIXe siècle avec des centres comme Pskov, Novgorod, Tver, Polotsk, Viatka et les régions des rivières Oka et Kama.
La diminution dans les années 1990 de la production de céréales, notamment les cultures de l'orge, de l'avoine et du seigle, cultures adaptés au froid, mais qui ont des rendements faibles, a provoqué une très forte baisse de la production porcine et bovine dans la région, par la diminution des possibilités de fourrages, alors que l'élevage et la production laitière étaient l'une des spécialisations de la région.
L'espace est caractérisé par une très forte déprise agricole, même pendant la période soviétique où l'habitat n'était pas adapté à la volonté de regroupement des exploitations et à la constitution d'agrovilles à l'architecture urbaine qui se veulent en opposition avec les petits « villages sans avenir » ou ces lieux-dits marginalisés, avec un vieillissement important de la population rurale et un fort exode rural. Ainsi entre 1965 et 1989 les campagnes de ces régions ont perdu les deux tiers de leurs effectifs, et une partie, un cinquième, des lieux habités ont été désertés notamment dans l'oblast de Tver, l'oblast de Iaroslavl, l'oblast de Smolensk, l'oblast de Vologda et l'oblast de Kostroma.
Les oblasts plus au sud sont, eux, les lieux de transitions entre les terres cendrées, les sols bruns et les terres noires et sont donc dans une meilleure situation, ils fournissent une part importante du blé, du tournesol, de la pomme de terre, des betteraves et des fruits et légumes du pays notamment autour des oblasts de Voronej et de Belgorod.

### Terres noires

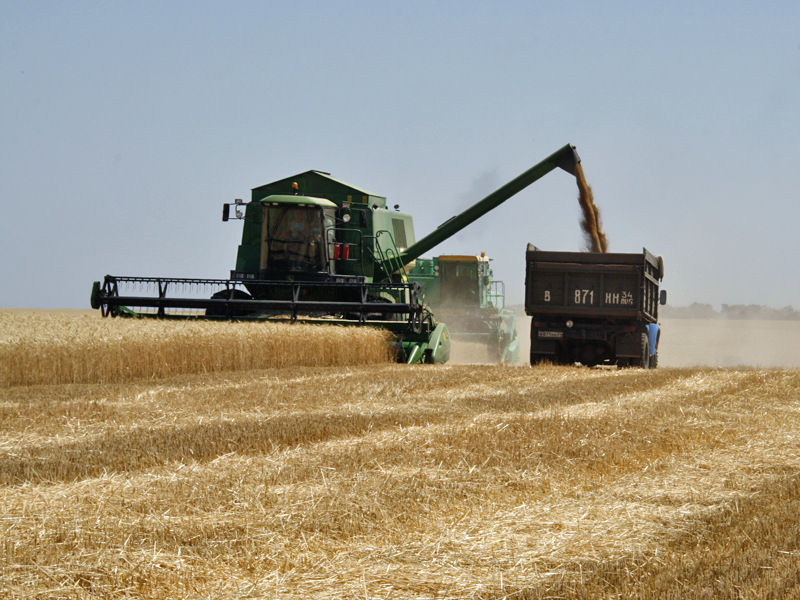
Récolte dans la région de Volgograd.

La Russie possède 40 % des terres noires mondiales, mais elles ne représentent que moins de 3 % des terres de la Russie et sont concentrées dans le sud, près du Kouban. Le climat continental est modéré et les précipitations vont de 500 mm à 600 mm, ce qui suffit pour une agriculture sèche.
C'est un sol favorable à une polyculture à dominante céréalière avec une forte densité par rapport aux autres espaces ruraux. L'habitat est généralement groupé avec quelques centaines d'habitants voir des milliers, ressemblant à des petites villes, dans le cas des stanitsas, ces anciens villages de cosaques. Le parcellaire a une taille proportionnelle à celle de cet habitat groupé.
Ces régions sont celles du kraï de Krasnodar, du raïon de Terek, du Kouban, du kraï de Stavropol et du Daghestan, ce sont le domaine de la céréaliculture intensive, avec des rendements pour le blé dépassant 45 quintaux par hectare, ce qui est très important pour la Russie qui a une moyenne de 17,7 quintaux à l'hectare. La région est aussi présente de manière importante dans les cultures de betteraves et du tournesol. Ces régions des terres noires ont connu depuis 1990 une importante immigration à partir des autres territoires de la Russie, qui est de l'ordre de +1 à +1,5 % d'augmentation de la population par an, alors que le pays connaît alors une baisse démographique importante.
La taille des habitats groupés permet de conserver un bassin de main-d'œuvre pour l'agriculture en facilitant l'accessibilité aux infrastructures tant civiles qu'agricoles. Ce sont ainsi les régions qui ont le mieux profité des réformes de l'agriculture socialiste, comme la région de Krasnodar qui durant tout le XXe siècle a été le symbole de cette prééminence du sud, qui regroupent un nombre important d'exploitations appartenant à l'« agro-300 », la liste des entreprises agricoles de Russie les plus grandes et les plus rentables.

### Piémont caucasien
Le piémont du Caucase s'est lui différencié par ses cultures de vergers et sa viticulture surtout sur la côte ouest près de Novorossiisk, tout en ayant un partage des terres entre la céréaliculture et les pâturages pour les bovins et les ovins. Le piémont a historiquement une tradition d'estive et de transhumance, mais celle-ci a été perturbée par les conflits récents de la région. Il y a aussi quelques cultures exotiques anecdotiques : des agrumes, du thé notamment sur la côte occidentale où les précipitations sont les plus fortes. Après les diverses politiques soviétiques valorisant le piémont et contre les minorités présentes dans les massifs caucasiens, qui ont pu être, sous les heures sombres du régime socialiste, assez violentes, avec un certain nombre de déplacements et de déportations, le peuplement a peu à peu abandonné l'habitat en bois des vallées appelées « aoul » pour se diriger vers les nombreuses villes du piémont: Makhatchkala, Grozny, Vladikavkaz, Nazran, Naltchik, Tcherkessk, Maïkop, etc.

### Steppe
La zone steppique est située dans la sud-est de la Russie européenne entre le piémont oriental du Caucase jusqu'à la frontière avec le Kazakhstan, elle est cependant traversée par le bassin de la Volga.
La steppe est caractérisée par un élevage extensif notamment d'ovins plus propice aux climats secs. Le système rural en lui-même est aussi extensif avec un bâti fortement groupé et un maillage du parcellaire très lâche avec de très nombreuses exploitations de plus 1 000 ha. La région est victime de vents chauds et desséchants, notamment le Soukhovoei, mais aussi de la sécheresse récurrente (notamment en 1946), il n'y a ainsi que deux à trois récoltes satisfaisantes sur dix ans, mais qui compensent généralement les années maigres.
Ces plaines céréalières sont victimes de l'érosion du sol par ces phénomènes éoliens dégradant la fertilité des terres, et l'on a ainsi planté au cours du XXe siècle des haies de peupliers le long des principaux cours d'eau pour réduire leurs effets.

### Delta
On trouve dans les deltas, des régions de rizicultures, de la production de maïs, et des productions maraîchères tel que les melons ou les pastèques. La région de la Volga du Sud, est aussi caractérisée par une importante industrie de la pêche à l'esturgeon notamment dans l'oblast d'Astrakhan qui concentre 95 % des prises qui s'élèvent à 185 000 tonnes en 1999, alors que le nombre de poissons diminue fortement depuis l'époque soviétique avec la diminution des sites de prairies par la mise en place de l'endiguement du fleuve et de barrage, cela ajouté à la pollution liée à l'industrialisation.

## Données structurelles

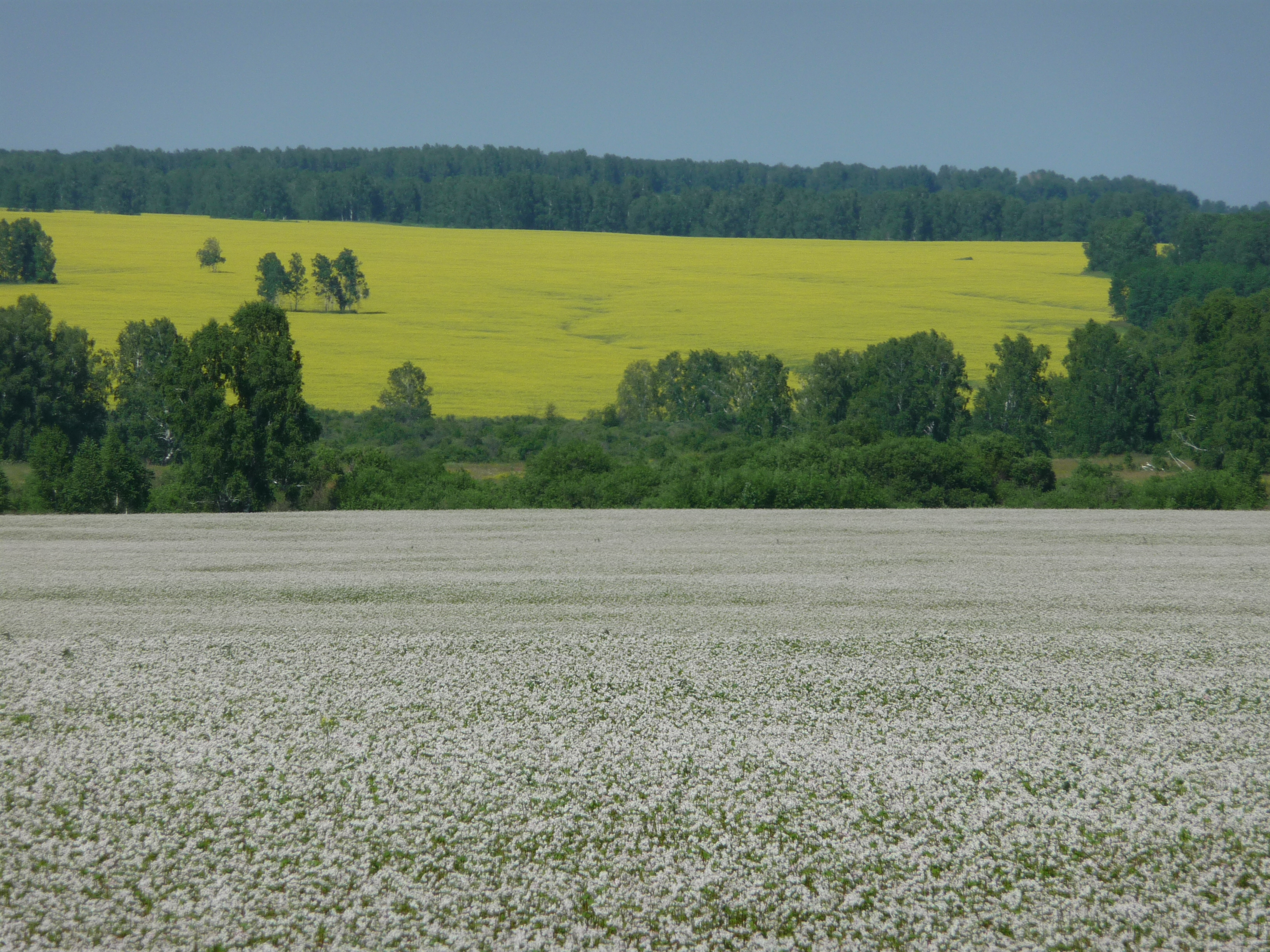
Champs dans la région de Novossibirsk, au premier plan : sarrasin, au second plan : mélilot.

Si en 1897, 87 % de la population était rurale et les trois quarts des actifs étaient paysans, la part de la population agricole a depuis fortement diminué et elle est passée de 8,3 millions en 1990 à 7,4 millions en 2005 soit une baisse de 10,8 %. Ainsi la part de la population rurale a depuis fortement diminué et est au début du XXIe siècle à environ 25 % à 27 %. De même la SAU a diminué de 9 % entre 1990 et 2002 passant de 213,8 M ha (millions d'hectares) à 194,6 M ha. L'apport du secteur de l'agriculture dans le PIB est en dessous de 6 %, depuis 2000. La moitié de la production agricole russe est produite par les 223 000 exploitations de plus de 100 hectares (superficie moyenne de 167 hectares).
Comme dans tous les pays de la CEI, la production agricole de la Russie a été en crise durant sa transition entre 1990 et 1998 quand elle a touché son plus bas niveau avec 57 % de la valeur de la production en prix constants par rapport à 1990. Une lente reprise a commencé après 1998, et en 2005 la production agricole a atteint 75 % de la valeur de celle de 1990.
L'historique de la restructuration du secteur agricole en Russie se fait en trois phases. La première de 1991 à 1998 : transition vers l'économie de marché et diminution drastique de la production agricole (-4,6 % par an), avec une forte diminution des intrants (-8,8 % par an), dans un secteur qui était surdimensionné, d'où une augmentation de la productivité globale des facteurs ; la deuxième de 1998 à 2005 connaît une certaine augmentation de la production, mais toujours une baisse des intrants et la troisième de 2005 à 2014 connaît à la fois une croissance de la production et une légère croissance des intrants. Depuis 2014, la restructuration des filières les plus importantes se fait rapidement grâce aux investissements privés et à l'adaptation de grands groupes agro-industriels. Parallèlement on observe une spécialisation régionale en évolution. Le district fédéral du Sud a été l'un des moteurs de cette évolution.
Par ces changements structurels, la Russie est de retour sur le marché mondial.

### Production
Russie, en 2018 :
- C'était le 3e producteur mondial de blé (72,1 millions de tonnes), juste derrière la Chine et l'Inde ;
- C'était le 1re producteur mondial de betterave à sucre (42 millions de tonnes), qui sert à produire sucre et éthanol ;
- C'était le 4e producteur mondial de pomme de terre (22,3 millions de tonnes), juste derrière la Chine, l'Inde et l'Ukraine ;
- C'était le 1re producteur mondial d'orge (17 millions de tonnes) ;
- C'était le 2e producteur mondial de graines de tournesol (12,7 millions de tonnes), juste derrière l'Ukraine ;
- C'était le 13e producteur mondial de maïs (11,4 millions de tonnes) ;
- C'était le 1re producteur mondial d'avoine (4,7 millions de tonnes) ;
- C'était le 12e producteur mondial de tomates (2,9 millions de tonnes) ;
- C'était le 4e producteur mondial de chou (2,5 millions de tonnes), juste derrière la Chine, l'Inde et la Corée du Sud ;
- C'était le 2e producteur mondial de pois sec (2,3 millions de tonnes), juste derrière le Canada ;
- C'était le 3e producteur mondial de seigle (1,9 million de tonnes), juste derrière l'Allemagne et la Pologne ;
- C'était le 10e producteur mondial de colza (1,9 million de tonnes) ;
- C'était le 8e producteur mondial de pomme (1,8 million de tonnes) ;
- C'était le 4e producteur mondial de concombre (1,6 million de tonnes), juste derrière la Chine, l'Iran et la Turquie ;
- C'était le 9e producteur mondial d'oignon (1,6 million de tonnes) ;
- C'était le 4e producteur mondial de carotte (1,4 million de tonnes), juste derrière la Chine, l'Ouzbékistan et les États-Unis ;
- C'était le 3e producteur mondial de citrouille (1,1 million de tonnes), juste derrière la Chine et l'Inde ;
- C'était le 2e producteur mondial de sarrasin (931 000 tonnes), juste derrière la Chine ;
- C'était le 3e producteur mondial de lin (557 000 tonnes), juste derrière le Kazakhstan et le Canada ;
- C'était le 4e producteur mondial de pois chiches (620 000 tonnes), juste derrière l'Inde, l'Australie et la Turquie ;
- C'était le 1re producteur mondial de groseille (398 000 tonnes) ;
- C'était le 4e producteur mondial de cerise (268 000 tonnes) ;
- C'était le 8e producteur mondial de lentille (194 000 tonnes) ;
- A produit 4 millions de tonnes de soja ;
- A produit 1,9 million de tonnes de pastèque ;
- A produit 1 million de tonnes de riz ;
- A produit 627 000 tonnes de raisin.

En plus de petites productions d'autres produits agricoles.

### Production végétale

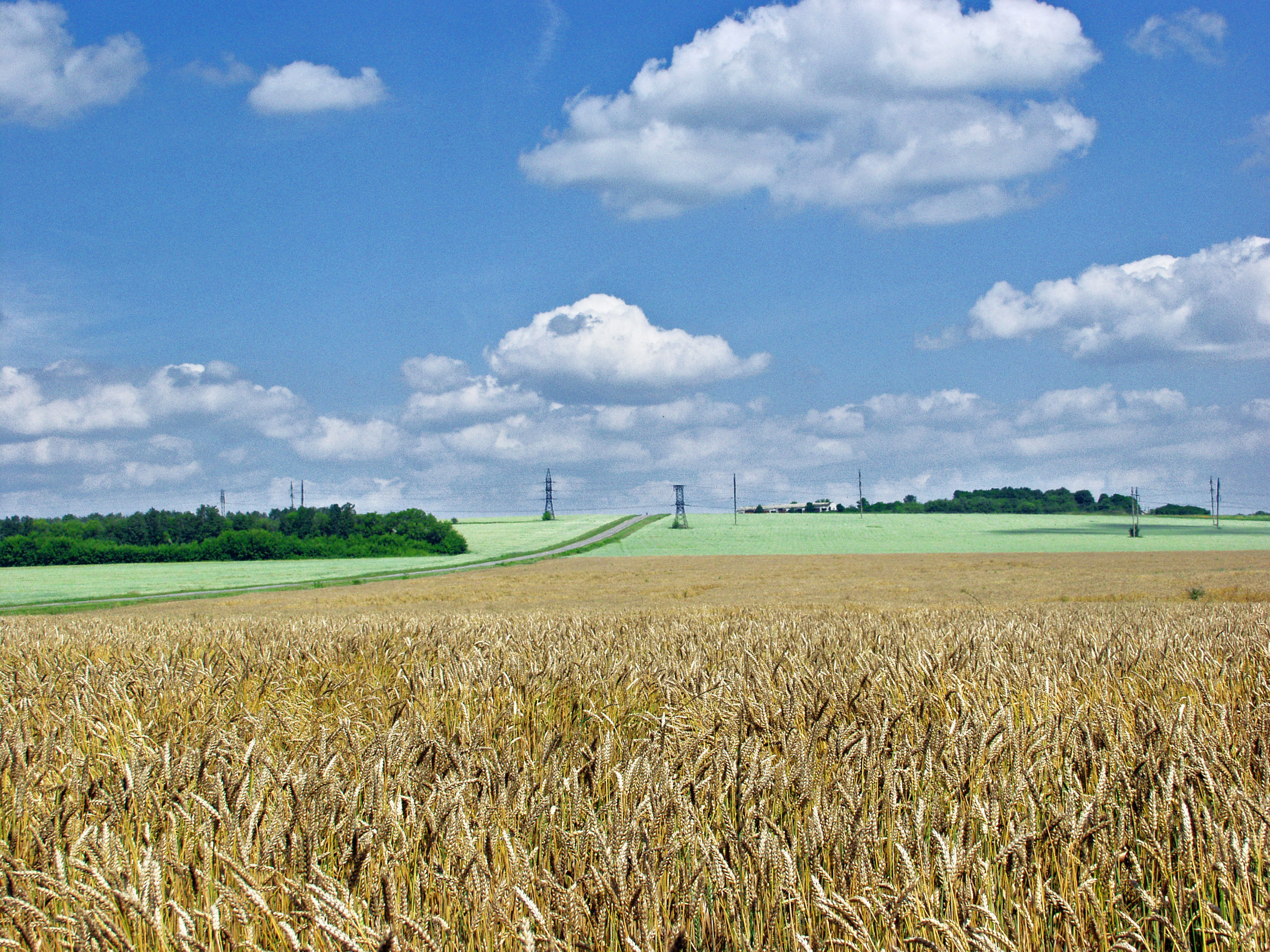
Champ de blé dans la région de Volgograd.

Les surfaces agricoles concernant la culture végétale en occupent 59 % en 2015, avec le blé en première position (34 %), suivi de l'orge (11 %), de l'avoine (4 %) et du maïs (3 %). Le reste concerne les cultures vivrières (21 %), les cultures industrielles (16 %), la pomme de terre et cultures maraîchères (4 %).
Historiquement, la Russie est exportatrice de blé et de lin, mais la production de lin en Russie est passée de 250 000 tonnes, en 1913 (mais les surfaces des territoires de l'Empire, puis de l'Union soviétique et enfin de la fédération de Russie ne sont pas comparables), à 124 000 tonnes en 1990 (avant la dislocation de l'URSS) et à peine 50 000 tonnes en 2003. Concernant les cultures industrielles, la production de graines oléagineuses (colza, tournesol, etc.) a été multipliée par deux entre 2005 et 2015 ; il est de même pour la culture de la betterave en forte croissance. Seule la culture du lin est en régression, phénomène non inhérent à ce pays.
Quant à la production de céréales, elle a chuté de manière drastique après la chute de l'URSS en passant de 100 MT (millions de tonnes) en 1990 à 65 Mt en 2000, mais depuis elle a connu un véritable renouveau en arrivant à 80 Mt en 2005 et au record de 134 millions de tonnes en 2017. Une grave sécheresse en 1998 et en 1999 a même conduit la production respectivement à un seuil de 48 Mt et à une production de 60,2 Mt. Par comparaison, la production de céréales de 1913 était de 50 Mt, le territoire de l'Empire étant plus vaste que celui de la Russie actuelle. En 2006, la Russie a récolté 78,4 Mt de blé et récolté 81,5 Mt en 2007 ce qui dépasse de 10 % la récolte de 1990. En 2010, alors que pour la première fois la production de blé de la Russie avait dépassé celle des États-Unis sur la campagne 2009 - 2010, la Russie fait face à une sécheresse et des incendies, avec pour conséquence une augmentation du prix du blé et une diminution de la production. En 2016, la Russie devient première exportatrice mondiale de blé. En 2017, elle connaît une production record de plus de 134 millions de tonnes. Pour 2017-2018, les chiffres annoncent la deuxième place mondiale en exportation de céréales pour la Russie, elle occupait la quatrième place pour la période précédente (sur 119 millions de tonnes produits). Elle devrait conserver la première place pour l'exportation de blé. Elle connaît une production record de blé (70 millions de tonnes) en 2016.
Pendant la période 1990-2005, d'autres productions céréalières avaient diminué, comme celle de l'orge qui était passée de 24 Mt en 1990 à 18 Mt en 2005. La production de betteraves était passée de 33,2 Mt à 18,6 Mt aux mêmes dates. Aujourd'hui la Russie occupe la première place mondiale en production de betteraves sucrières en 2016 avec 48 millions de tonnes. Alors que la production de pomme de terre restait stable à 35 Mt après 1990, même si elle avait connu un déclin durant toute l'ère soviétique (ainsi en 1950 sa production était de l'ordre 50 Mt, mais cela concernait toute l'URSS). Elle est aujourd'hui en pleine croissance, puisque la Russie occupe la deuxième place mondiale avec 31 millions de tonnes en 2016,.
Il y a aussi certaines réussites constantes dans le secteur, comme la production de maïs qui passe de 3 millions de tonnes en 2005 à plus de 13 millions de tonnes en 2015, comme la production de tournesol qui augmente fortement de 3,1 Mt en 1900 à 4,5 Mt en 2005 et à 11 millions de tonnes en 2016, plaçant la Russie en deuxième au niveau mondial. Ou encore la production de légumes qui n'a cessé de croître depuis le XXe siècle passant de 5 Mt au début du siècle à 15 Mt en 2005 et à 16 millions de tonnes en 2016. Alors que la production de fruits est elle aussi en augmentation, passant de 2,6 Mt en 1990 à 3,2 Mt en 2005.
On remarque cependant que ces secteurs sont liés à des acteurs et à des espaces en pleine expansion, le tournesol étant particulièrement cultivé dans le sud de la Russie par les fermiers indépendants. Alors que le maraîchage est la production privilégiée par les lopins familiaux périurbains.

#### Données chiffrées 2005-2015
Récoltes brutes de production végétale en fédération de Russie (en milliers de tonnes, 2005-2015)
| Année | Total  | Blé   | Seigle | Orge  | Avoine | Maïs  | Millet | Sarrasin | Riz  | Triticale | Sorgho | Légumineuses |
| ----- | ------ | ----- | ------ | ----- | ------ | ----- | ------ | -------- | ---- | --------- | ------ | ------------ |
| 2015  | 104786 | 61786 | 2087   | 17546 | 4536   | 13173 | 572    | 861      | 1110 | 565       | 194    | 2357         |
| 2014  | 105315 | 59711 | 3281   | 20444 | 5274   | 11332 | 493    | 662      | 1049 | 654       | 220    | 2196         |
| 2013  | 92385  | 52091 | 3360   | 15389 | 4932   | 11635 | 419    | 834      | 935  | 582       | 172    | 2037         |
| 2012  | 70908  | 37720 | 2132   | 13952 | 4027   | 8213  | 334    | 797      | 1052 | 464       | 45     | 2174         |
| 2011  | 94213  | 56240 | 2971   | 16938 | 5332   | 6962  | 878    | 800      | 1056 | 523       | 60     | 2453         |
| 2010  | 60960  | 41508 | 1636   | 8350  | 3220   | 3084  | 134    | 339      | 1061 | 249       | 9      | 1371         |
| 2009  | 97111  | 61740 | 4333   | 17881 | 5401   | 3963  | 265    | 564      | 913  | 508       | 13     | 1529         |
| 2008  | 108179 | 63765 | 4505   | 23148 | 5835   | 6682  | 711    | 924      | 738  | …         | 76     | 1794         |
| 2007  | 81472  | 49368 | 3909   | 15559 | 5384   | 3798  | 417    | 1004     | 705  | …         | 40     | 1287         |
| 2006  | 78227  | 44927 | 2959   | 18037 | 4860   | 3510  | 599    | 865      | 681  | …         | 35     | 1754         |
| 2005  | 77803  | 47615 | 3622   | 15684 | 4545   | 3060  | 455    | 605      | 571  | …         | 28     | 1618         |

|       |                |               |                   | Graines oléagineuses | Graines oléagineuses | Graines oléagineuses | Graines oléagineuses | Graines oléagineuses | Graines oléagineuses | Graines oléagineuses |
|       |                |               |                   | Colza                | Colza                | Colza                |                      |                      |                      |                      |
| Année | Graines de lin | Fibres de lin | Betterave à sucre | Total                | Tournesol            | Soja                 | Moutarde             | Total                | Colza hivernal       | Colza de printemps   |
| ----- | -------------- | ------------- | ----------------- | -------------------- | -------------------- | -------------------- | -------------------- | -------------------- | -------------------- | -------------------- |
| 2014  | 7              | 37            | 33513             | 13839                | 9034                 | 2597                 | 103                  | 1464                 | 473                  | 991                  |
| 2013  | 6              | 39            | 39321             | 14151                | 10554                | 1636                 | 55                   | 1393                 | 407                  | 987                  |
| 2012  | 8              | 46            | 45057             | 11313                | 7993                 | 1806                 | 42                   | 1035                 | 166                  | 869                  |
| 2011  | 7              | 43            | 47643             | 13115                | 9697                 | 1756                 | 88                   | 1056                 | 304                  | 752                  |
| 2010  | 5              | 35            | 22256             | 7457                 | 5345                 | 1222                 | 36                   | 670                  | 395                  | 275                  |
| 2009  | 9              | 52            | 24892             | 8186                 | 6454                 | 944                  | 24                   | 667                  | 308                  | 359                  |
| 2008  | 7              | 52            | 28995             | 8972                 | 7350                 | 746                  | 29                   | 752                  | 246                  | 506                  |
| 2007  | 7              | 47            | 28836             | 7037                 | 5671                 | 650                  | 11                   | 630                  | 227                  | 404                  |
| 2006  | 5              | 36            | 30673             | 8218                 | 6743                 | 805                  | 64                   | 522                  | 127                  | 395                  |
| 2005  | 10             | 56            | 21276             | 7557                 | 6470                 | 686                  | 63                   | 304                  | 142                  | 162                  |

### Production animale
En Russie, la production animale pour la viande est dans une dynamique de forte croissance. Elle représentait 9,2 millions de tonnes de viande en 2015 et 9,924 millions de tonnes en 2016, dont 46,6 % pour la viande de volaille (4,63 millions de tonnes), 34,1 % pour la viande porcine (3,4 millions de tonnes), 16,4 % pour la viande bovine (1,62 million de tonnes), 2,1 % pour la viande ovine et 0,8 % autres.

#### Années 1990-2005
Le cheptel bovin et porcin a fortement décru de 1990 à 2005, passant de 57 millions de têtes en 1990 à moins de 21,4 en 2005, alors même que, durant le régime soviétique, cette production bovine n'avait cessé de croître, passant de 30 millions en 1955 (production identique à 1913) à 60 en 1975, pour un territoire plus grand, avant l'effondrement de l'Union soviétique.
La production porcine est passée de 10 millions de têtes entre 1916 à 1945 pour progressivement augmenter jusqu'à 40 millions de têtes entre 1970 et 1980, avant de décrocher après 1990 où la production était encore à 38,5 millions de têtes, jusqu'en 2005 à 13,5 millions de têtes millions de têtes.
On peut étendre cette courbe convexe aux productions laitières qui ont une production de 20 Mt en 1950, 55,7 Mt en 1990 et plus que 31,1 Mt en 2005.
L'élevage du mouton a aussi connu cette évolution notamment le secteur de la laine qui a subi un effondrement de production, en passant de 58,2 millions de têtes d'ovins et caprins à 18,2 millions. Ce qui rapporté à la production de laine fait passer la production de 225 000 tonnes en 1990 à 48 000 tonnes en 2005.
Ce schéma est aussi similaire pour le secteur de la volaille qui passe de 660 millions de têtes à 352 millions de têtes.
Ainsi toute la filière de l'élevage a connu une désorganisation, avec un manque de structures fiables dans des équipements comme les abattoirs, les conserveries et celles utilisées pour les salaisons et les circuits de ramassage et de distribution.

#### Années 2005-2016
La croissance de la production de viande concerne surtout la volaille et la viande de porc dont la production est multipliée par deux entre 2001 et 2015, le pays devenant auto-suffisant dans ces deux secteurs ; la production de viande bovine est quant à elle en diminution passant de 2 millions de tonnes en 2003 à 1,6 million de tonnes en 2015, mais a une tendance à la stabilité. La production de lait stagne depuis de nombreuses années. La production d'œuf a retrouvé son niveau élevé du début des années 1990.
Les priorités du programme d'investissement voulu par le gouvernement russe d'ici à 2020 sont la construction d’élevages laitiers, le soutien à l'investissement des fermes familiales et l’augmentation du cheptel de vaches laitières. En effet la Russie qui est au septième rang mondial ne pourvoit pas aux besoins de ses consommateurs, le déficit étant de 8 millions de tonnes en 2015.

#### Production de porc
La production porcine russe a augmenté entre 2012 et 2017 de plus de 800 000 tonnes (+24 %), tandis que les importations de viandes porcines ont chuté de -75 %. Le taux d'autosuffisance approche les 100 %,. Le marché est partagé entre une vingtaine de gros producteurs qui produisent 61̥ % du marché en 2015 et devraient en produire 80 % en 2020. Le plus grand producteur russe est Miratorg avec une part de marché de 12 % et une production de plus de 300 000 tonnes de viande avec plus de 3 millions de porcs abattus. L’entreprise envisage d’ici 2020 de multiplier par dix ses exportations. Le n°2, la société Rusagro, représente 200 000 tonnes (5 % du marché). Derrière ces deux géants suivent d’autres intégrateurs comme Cherkizovo, Agro-Belogorie, Velikolouksky, etc. Toutes ces entreprises suivent le même modèle d’intégration : des porcheries de construction simple, avec une technique, souvent livrée par des entreprises allemandes, hollandaises ou danoises qui fournissent aussi le savoir-faire. La génétique de l'Europe occidentale est largement utilisée, ce qui réduit les écarts de compétitivité avec l'Union européenne. Le cheptel porcin est estimé à 21,5 millions de têtes en 2017 et la production de viande passe de 2,5 millions de tonnes en 2012 et de plus de 3,5 millions de tonnes en 2016 (pour 23 kg de viande de porc consommée par an par habitant) à 4,2 millions de tonnes en 2017. Parallèlement entre 2012 et 2015, les importations de porcs en Russie passent de 1 million de tonnes à 200 000 tonnes. La Russie était avec le Japon jusqu'en 2014, la plus grosse importatrice de viande porcine et envisage désormais de devenir exportatrice en 2018 (les exportations ne sont que de 75 000 tonnes en 2017), visant les marchés chinois, japonais et sud-coréens.

#### Production de volaille
Depuis les sanctions de 2014 (États-Unis, Canada, Union européenne), la Russie, dont la consommation de volaille était encore à 60 % importée en 2014, a entièrement restructuré sa filière volaille, passant à l'autosuffisance en 2016 et à l'exportation. Selon le Département de l'Agriculture américain, l'aviculture russe a connu la plus forte croissance entre 2013 et 2016 (+24.6 %) parmi les filières touchées par les sanctions. Ce renouveau a été avantagé par une forte croissance des investissements privés russes ou étrangers (voir par exemple le rachat de Severnaïa en 2015) et la dépréciation du rouble.
|       | Bétail et volaille d'abattage (poids d'abattage) | Bétail et volaille d'abattage (poids d'abattage) | Bétail et volaille d'abattage (poids d'abattage) | Bétail et volaille d'abattage (poids d'abattage) | Bétail et volaille d'abattage (poids d'abattage) |         |                           |                |               |
| Année | Total                                            | Bovins                                           | Porcins                                          | Ovins                                            | Volaille                                         | Lait    | Œufs (millions de pièces) | Laine (tonnes) | Miel (tonnes) |
| ----- | ------------------------------------------------ | ------------------------------------------------ | ------------------------------------------------ | ------------------------------------------------ | ------------------------------------------------ | ------- | ------------------------- | -------------- | ------------- |
| 2015  | 9565,2                                           | 1649,4                                           | 3098,7                                           | 204,5                                            | 4535,5                                           | 30796,9 | 42571,7                   | 55644          | 67736         |
| 2014  | 9070,3                                           | 1654,1                                           | 2973,9                                           | 203,9                                            | 4161,4                                           | 30790,9 | 41860,0                   | 56409          | 74868         |
| 2013  | 8544,2                                           | 1633,3                                           | 2816,2                                           | 190,0                                            | 3830,9                                           | 30528,8 | 41286,0                   | 54651          | 68446         |
| 2012  | 8090,3                                           | 1641,5                                           | 2559,5                                           | 190,4                                            | 3624,8                                           | 31755,8 | 42032,9                   | 55253          | 64898         |
| 2011  | 7519,5                                           | 1625,5                                           | 2427,6                                           | 189,0                                            | 3204,2                                           | 31645,6 | 41112,5                   | 52575          | 60010         |
| 2010  | 7166,8                                           | 1727,3                                           | 2330,8                                           | 184,6                                            | 2846,8                                           | 31847,3 | 40599,2                   | 53521          | 51535         |
| 2009  | 6719,5                                           | 1740,6                                           | 2169,5                                           | 182,6                                            | 2555,1                                           | 32570,0 | 39428,8                   | 54658          | 53598         |
| 2008  | 6268,1                                           | 1768,7                                           | 2042,1                                           | 174,2                                            | 2216,7                                           | 32362,6 | 38057,7                   | 53491          | 57440         |
| 2007  | 5790,1                                           | 1699,2                                           | 1929,7                                           | 167,9                                            | 1925,3                                           | 31988,4 | 38208,3                   | 52024          | 53670         |
| 2006  | 5278,1                                           | 1721,5                                           | 1699,2                                           | 156,3                                            | 1632,1                                           | 31339,1 | 38216,3                   | 50276          | 55678         |
| 2005  | 4989,5                                           | 1809,2                                           | 1569,1                                           | 154,1                                            | 1387,8                                           | 31069,9 | 37139,7                   | 48800          | 52469         |
| 2004  | 5046,4                                           | 1953,9                                           | 1685,8                                           | 144,8                                            | 1192,2                                           | 31861,2 | 35900,7                   | 47359          | 52964         |
| 2003  | 4993,3                                           | 2002,3                                           | 1742,6                                           | 134,4                                            | 1047,7                                           | 33315,5 | 36625,2                   | 44988          | 48495         |
| 2002  | 4732,8                                           | 1967,4                                           | 1608,3                                           | 136,1                                            | 955,7                                            | 33462,2 | 36377,8                   | 42870          | 49700         |
| 2001  | 4477,4                                           | 1878,6                                           | 1514,7                                           | 134,2                                            | 885,7                                            | 32874,1 | 35241,7                   | 40515          | 52960         |
| 2000  | 4445,8                                           | 1897,9                                           | 1578,2                                           | 140,3                                            | 767,5                                            | 32259,0 | 34084,7                   | 40088          | 54248         |
| 1999  | 4313,0                                           | 1867,6                                           | 1485,0                                           | 143,6                                            | 748,1                                            | 32273,6 | 33134,6                   | 40234          | 51034         |
| 1998  | 4702,8                                           | 2246,5                                           | 1504,9                                           | 178,2                                            | 690,2                                            | 33255,2 | 32744,2                   | 47883          | 49554         |
| 1997  | 4853,9                                           | 2394,9                                           | 1545,5                                           | 199,3                                            | 630,3                                            | 34135,6 | 32198,7                   | 60768          | 48756         |
| 1996  | 5335,8                                           | 2630,0                                           | 1705,2                                           | 229,7                                            | 689,6                                            | 35818,9 | 31902,3                   | 76930          | 46228         |
| 1995  | 5795,8                                           | 2733,5                                           | 1865,4                                           | 261,3                                            | 859,2                                            | 39240,7 | 33830,2                   | 93012          | 57748         |
| 1994  | 6803,3                                           | 3240,2                                           | 2103,5                                           | 315,5                                            | 1068,4                                           | 42176,2 | 37476,6                   | 122166         | 43899         |
| 1993  | 7512,9                                           | 3358,8                                           | 2432,1                                           | 359,2                                            | 1276,8                                           | 46524,0 | 40297,1                   | 158390         | 52747         |
| 1992  | 8260,3                                           | 3631,5                                           | 2783,5                                           | 329,4                                            | 1427,8                                           | 47236,0 | 42902,1                   | 178640         | 49556         |
| 1991  | 9375,2                                           | 3989,0                                           | 3189,7                                           | 347,4                                            | 1750,9                                           | 51885,5 | 46874,9                   | 204497         | 48433         |
| 1990  | 10111,6                                          | 4329,3                                           | 3480,0                                           | 395,0                                            | 1801,0                                           | 55715,3 | 47469,7                   | 226743         | 46091         |

### Exportations et importations
Dès le début des années 1980, le pays est passé d'un rôle de pays exportateur de produits alimentaires à celui d'importateur massif, alors même que la production des matières premières agricoles était à son maximum. À cette époque, le pays achetait une importante quantité de grains pour nourrir le bétail, tout en important aussi de la viande, des fruits, des légumes, du vin à partir des pays du bloc de l'Est.
Après la libéralisation, les importations se sont concentrées sur les produits semi-finis avec une importante augmentation de la consommation de la viande importée notamment dans les pôles urbains de Saint-Pétersbourg et de Moscou. Le déclin de la filière de la viande de cette époque, enrayé depuis le début des années 2000, a cependant permis au pays de baisser sa consommation de céréales à usage fourrager, et le pays est ainsi devenu exportateur de produits céréaliers. La Russie est même devenu le premier exportateur de blé au monde en 2016. De même, après avoir entièrement revu sa filière porcine, le pays devient exportateur de viande de porc en 2018.
Les premiers pays importateurs de produits agricoles de Russie étaient les suivants en 2016 : Chine (10 %), Turquie (9 %), Égypte (8 %), Corée du Sud (8 %), Kazakhstan (7 %).

## Vie rurale

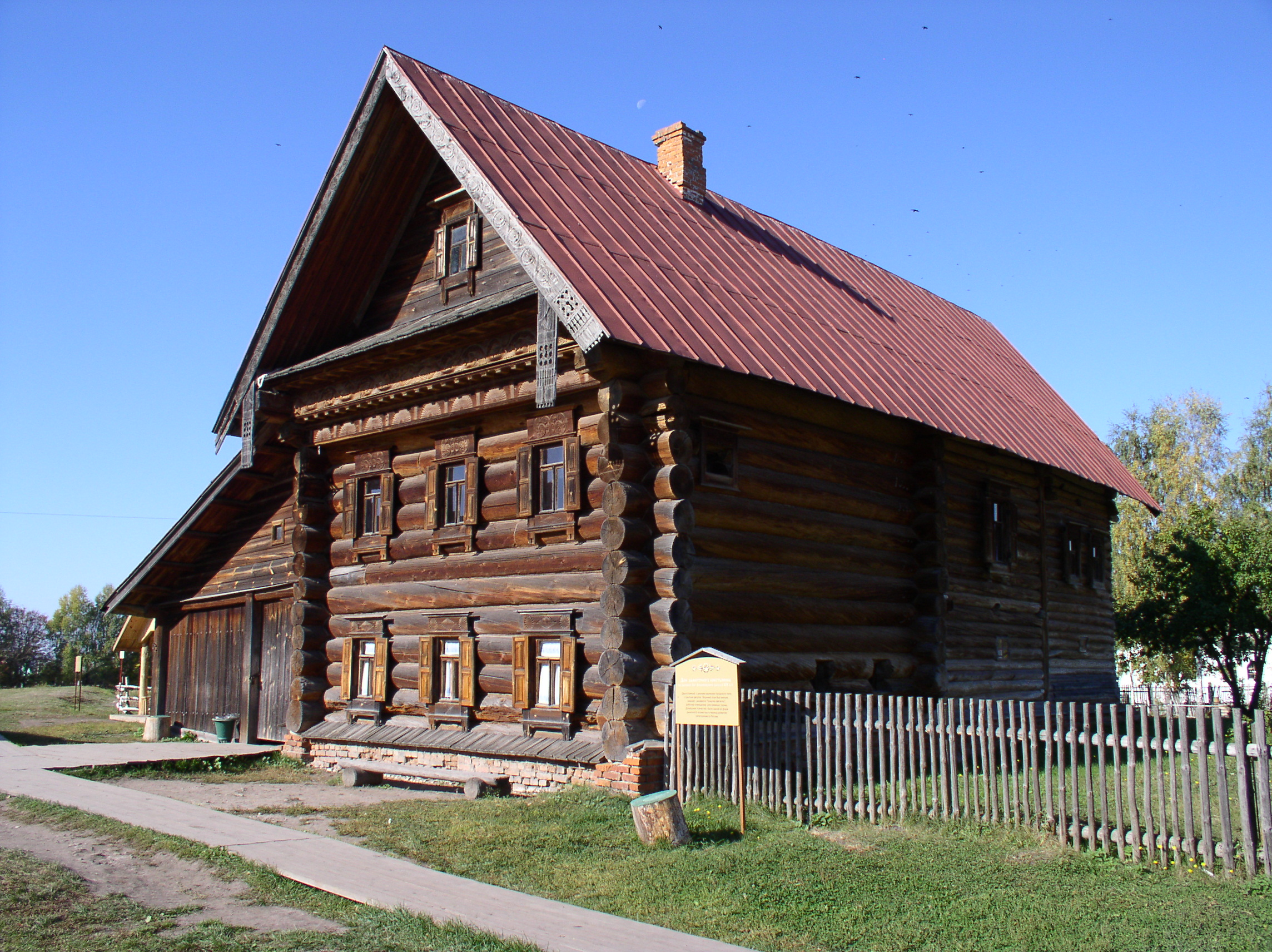
Isba d'un paysan prospère (XIX) dans le musée de l’architecture de bois de Souzdal.

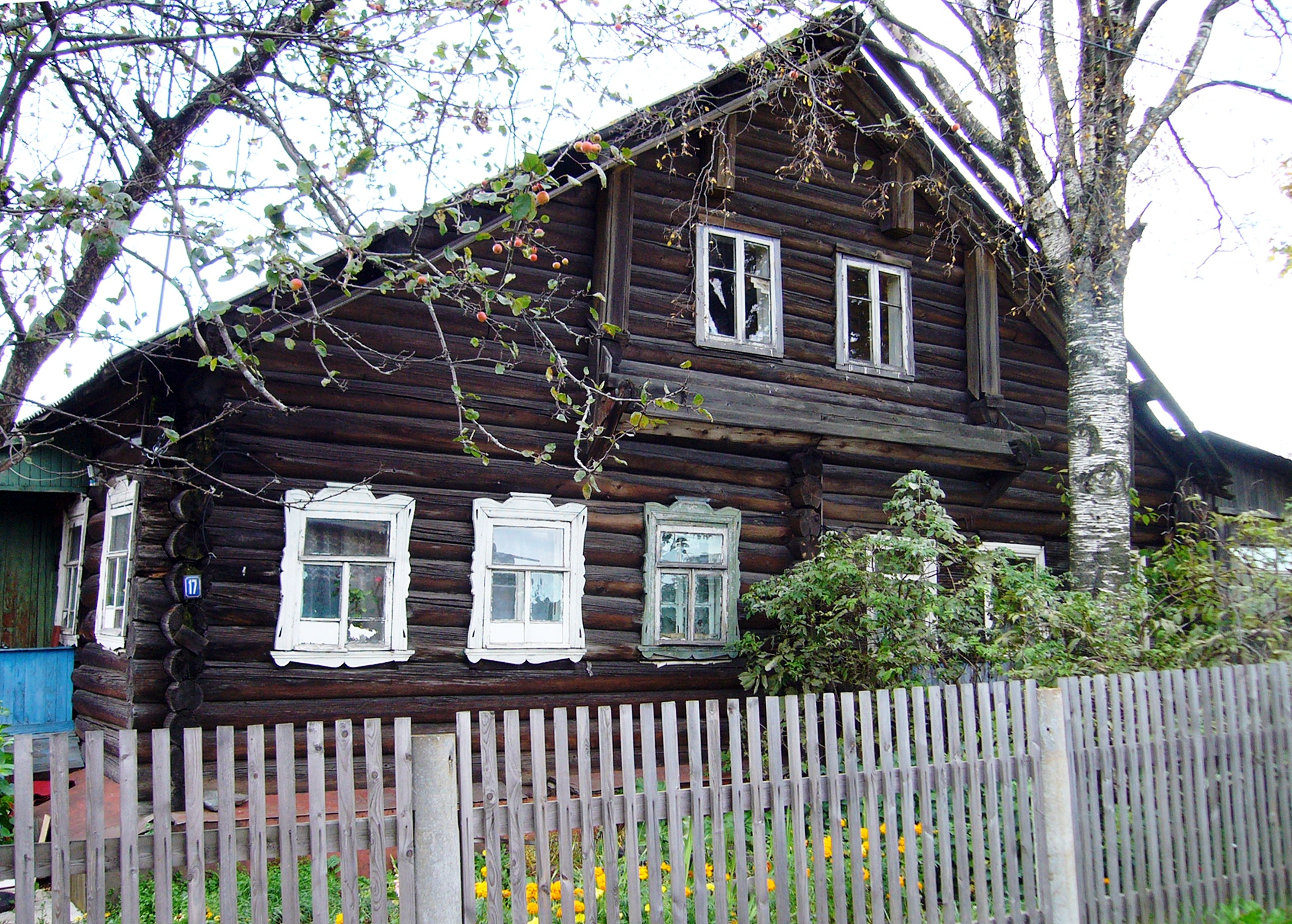
Isba à Petrozavodsk.

En 1995, juste après l'effondrement de l'URSS, une comparaison du confort entre l'espace rural et l'espace urbain est révélateur des niveaux de développement. Seulement 30 % des habitations du monde rural avaient alors l'eau courante, 9 % ont l'eau chaude, 20 % détenaient le chauffage central et 16 % avaient une salle de bains, alors que les ménages urbains avaient alors respectivement 83 % l'eau courante, 69 % l'eau chaude, 84 % le chauffage central et 75 % une salle de bain. Ces chiffres bas s'expliquent avant tout par la présence d'appartements collectifs et par la faible importance données à l'accessibilité individuelle pendant l'époque soviétique. De plus, le taux d'équipement en voiture et en téléphonie sont longtemps restés faibles, accentuant d'autant plus la faible accessibilité de l'espace rural russe. D'autant plus que les infrastructures routières ne sont souvent pas goudronnées et donc peu praticables durant certaines périodes dont celle de la raspoutitsa (période de l'année caractérisée par les pluies et le dégel rendant les sols meubles et boueux).
L'habitation rurale est partagée entre plusieurs modèles traditionnels, entre celui de l'« isba » en bois au nord ou celui, dans les montagnes du Caucase, de l'« aoul » aussi en bois. Dans les plaines des terres noires, on rencontre traditionnellement un habitat construit en torchis, en brique ou plus récemment en parpaings, blanchis à la chaux. Durant la période soviétique, il y avait une politique volontariste d'urbanisation et de transformation de l'habitat dans des agrovilles dans des petits immeubles décrits comme particulièrement inadaptés pour la vie rurale et l'élevage de la basse-cour. Mais la période soviétique a aussi vu l'arrivée d'équipements collectifs notamment les écoles, les dispensaires et quelques magasins ruraux.

## Éducation et recherche
Le système d'enseignement agricole en Russie dispose d'établissements secondaires et supérieurs. Parmi les universités agricoles et d'agronomie, l'on peut citer :
- L'Université agricole nationale du Kouban
- L'Académie agricole nationale de Koursk
- L'Université agricole nationale d'Omsk
- L'Université agrotechnologique d'État de Riazan
- L'Université agraire d'État de Saint-Pétersbourg
- L'Université nationale agraire de Saratov
- L'Université nationale agraire de Stavropol
- L'Université agricole nationale de Voronej

L'Institut Vavilov, fondé en 1926 et installé à Saint-Pétersbourg, est à la pointe de la recherche agronomique en Russie.